# Культура Аргентини
Культура Аргентини характеризується великою різноманітністю завдяки мультикультуралізму та мультиетнічності населення цієї країни, складеного переважно з переселенців з багатьох країн світу, а також місцевих індіанців. Аргентинська культура є тривким синкретизмом форм вираження думки, характерних для суспільств різних світоглядів, які об'єднуючись, хоча й не без конфліктів, утворюють подвійне відчуття приналежності до культури Європи і Латинської Америки.

## Література

Аргентинські письменники
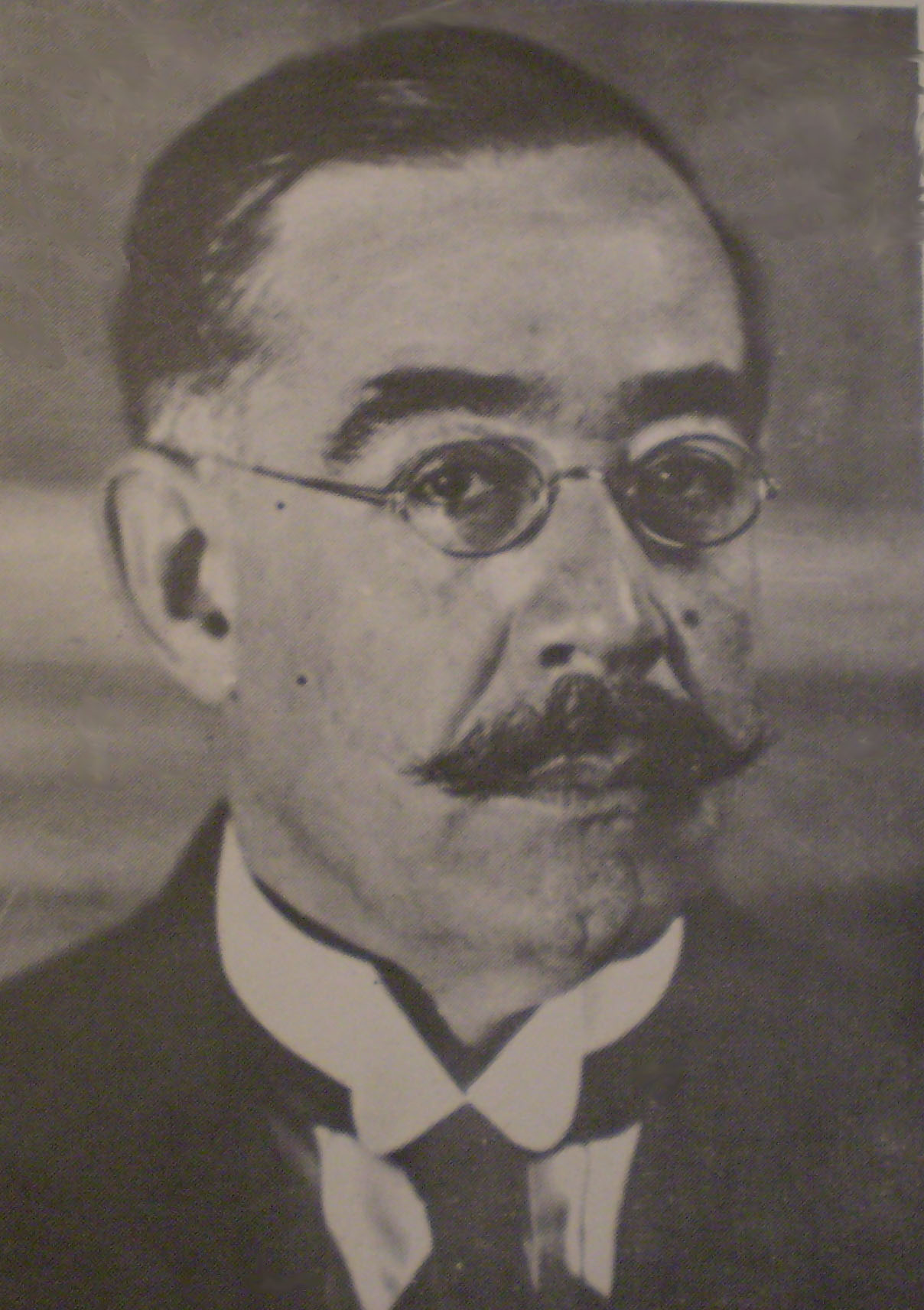
Леопольдо Лугонес
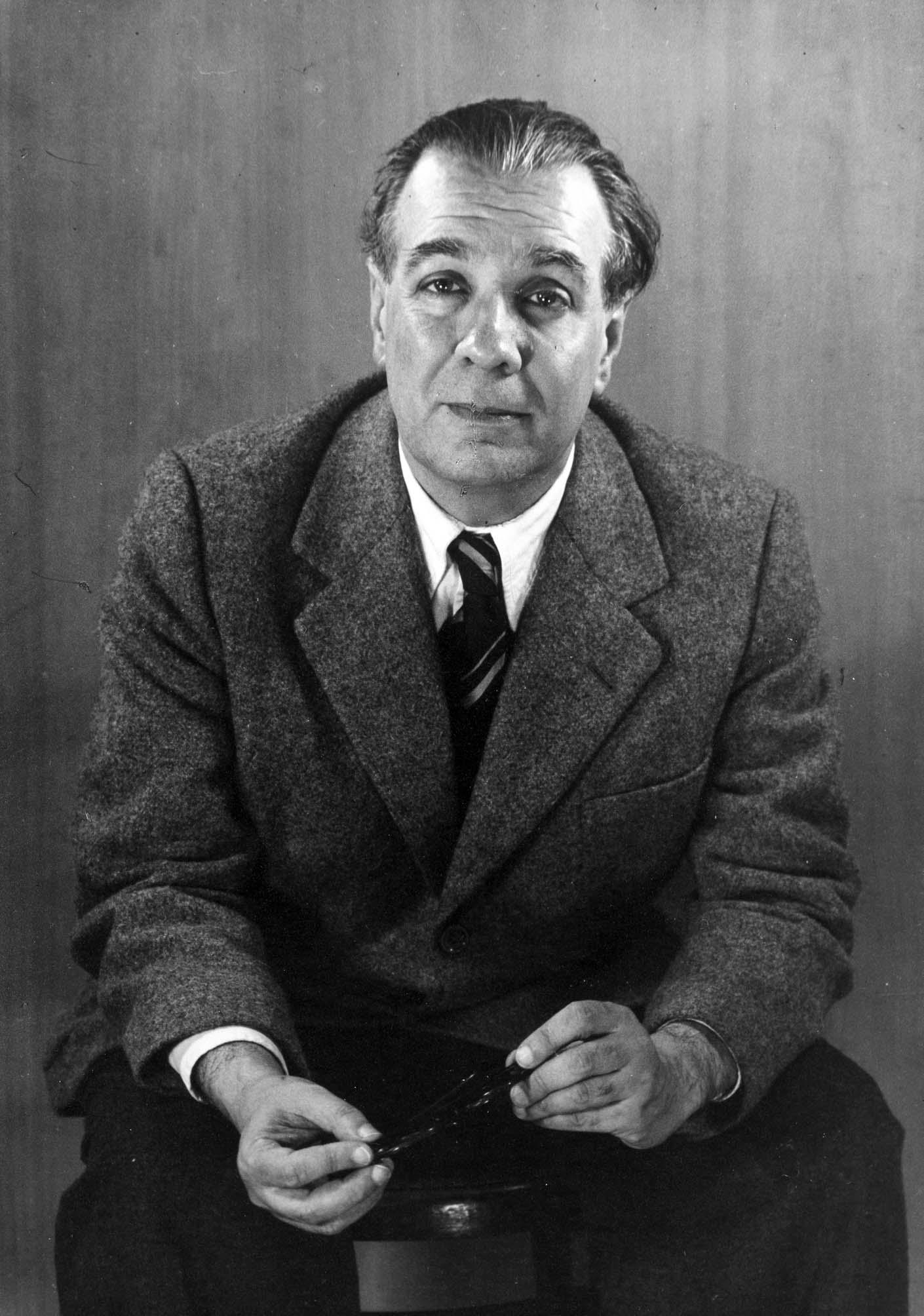
Хорхе Луїс Борхес
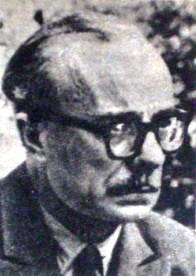
Ернесто Сабато
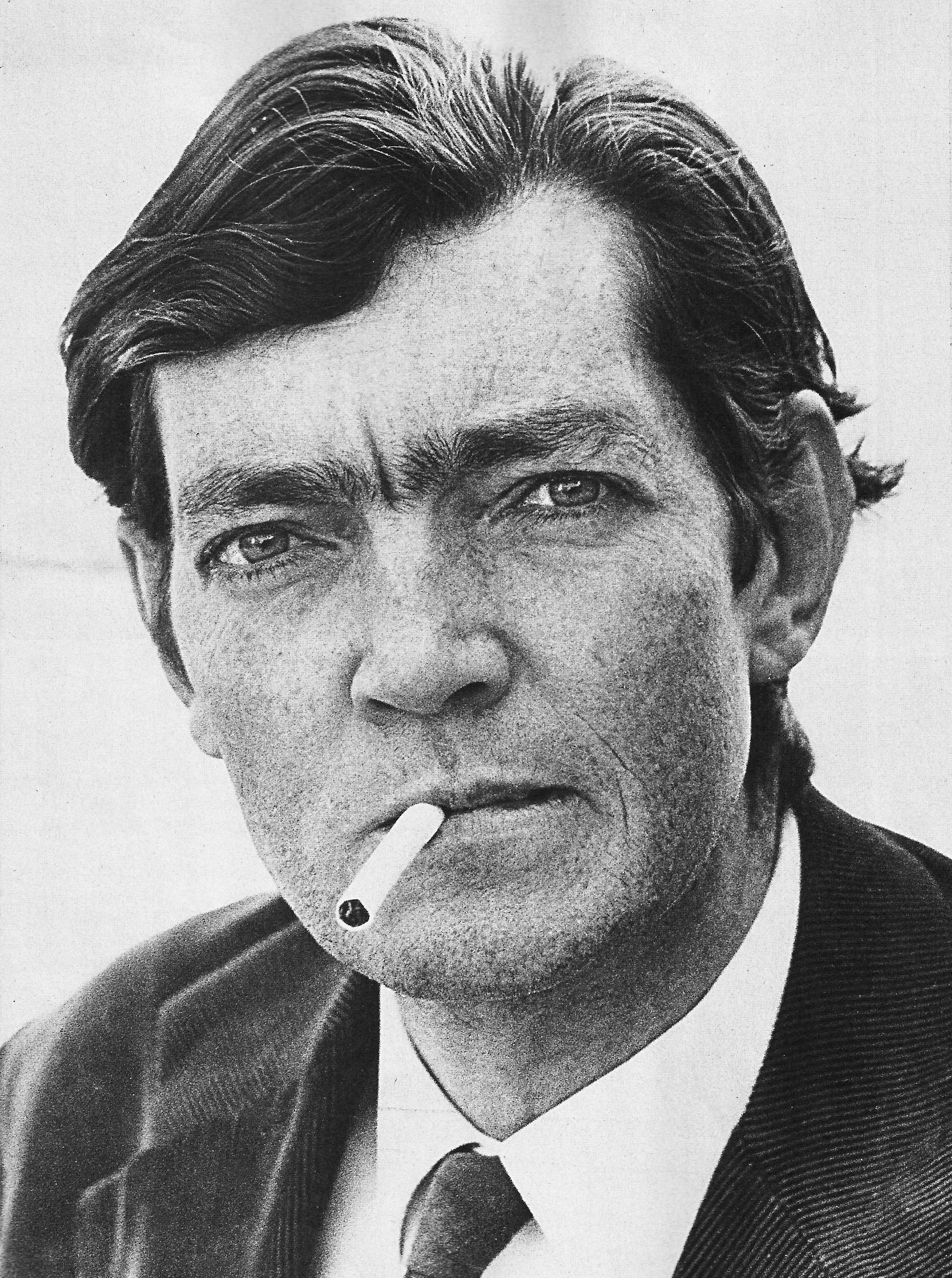
Хуліо Кортасар

## Філософія
Розвиток філософії в Аргентині починається у XVII ст. із заснуванням університету у Кордові єзуїтами. Єзуїтські мислителі присвятили себе переосмисленню і розвитку ідей Франсіско Суареса та схоластів. Відтак можна зробити висновок, що аргентинська філософія стала спадкоємицею європейської завдяки християнським та неотомістським концепціям. У XVIII ст. на аргентинських мислителів вплинули ідеї просвітництва, зокрема Монтеск'є, Руссо, Локка, Лейбніца, Девіда Юма, Фейхо. Вони знайшли своє відображення у творах Каєтано Родрігеса та Еліаса дель Кармен Перейри.
Після здобуття незалежності Аргентиною збільшився вплив французької думки на її філософію. Після утопізму Естебана Ечеверії, натуралізму Домінго Фаустіно Сарм'єнто, емпіризму Хуана Баутісти Альберді, діалектичного матеріалізму Карлоса Астради, традиціоналізму Леонардо Кастельяні, історизму Родольфо Мондольфо, еволюціонізму Хосе Інхеньєроса, персоналістської філософії Еміліо Естью аргентинська філософія йшла шляхом, не обмеженим лише відтворенням і розвитком найбільших філософських систем Європи, а намагалася привнести оригінальні національні риси у культурну спадщину Заходу і Сходу.

Аргентинські філософи
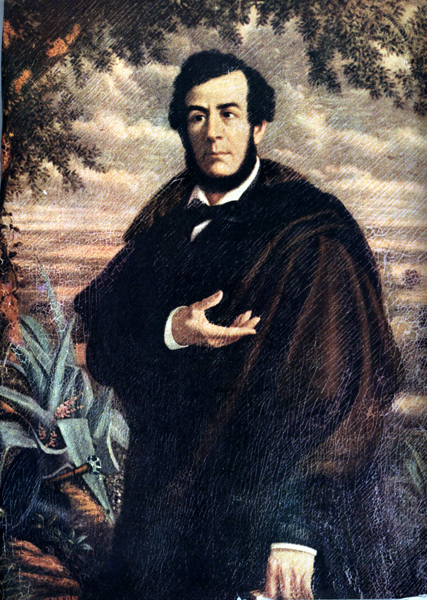
Естебан Ечеверрія
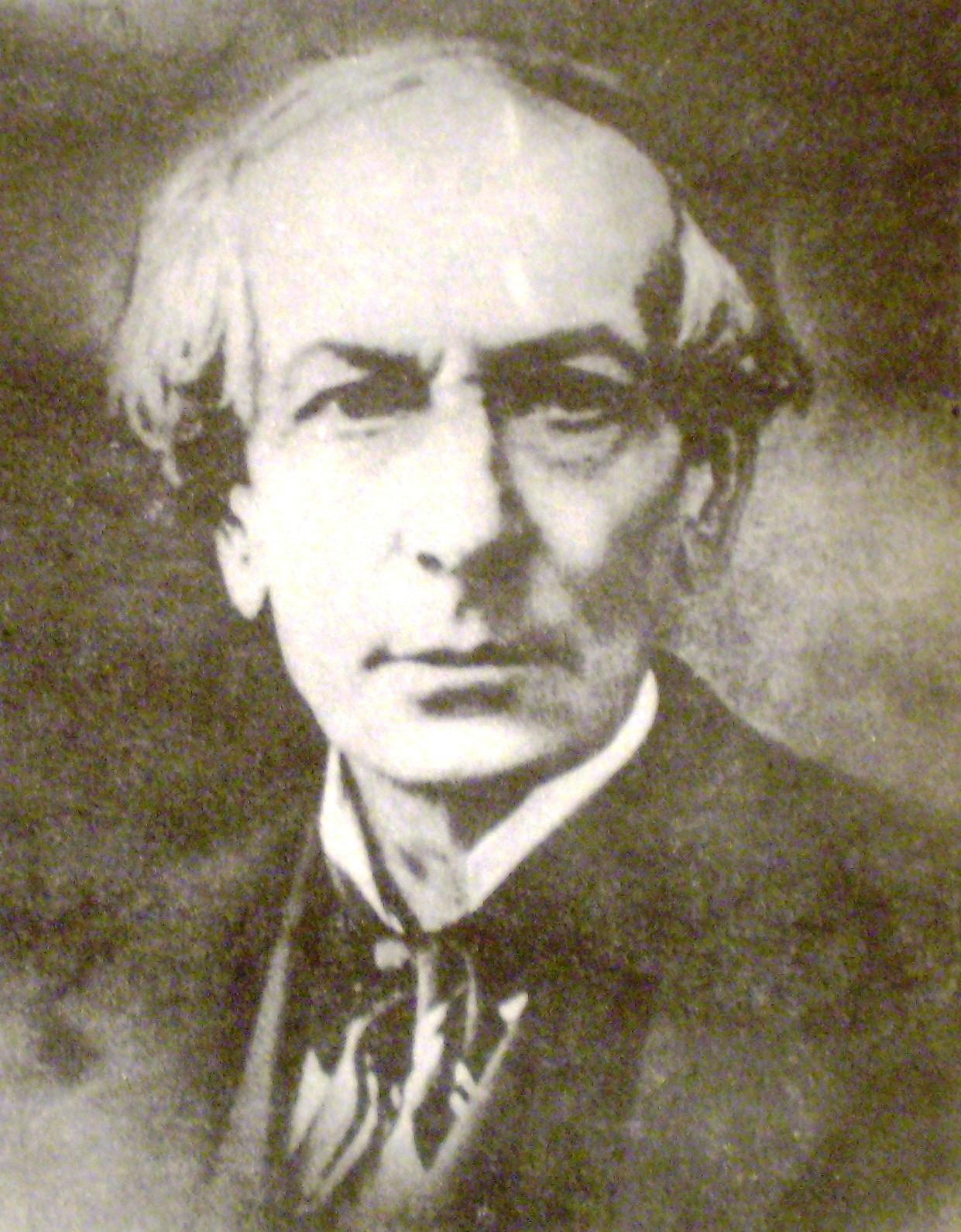
Хуан Баутіста Альберді
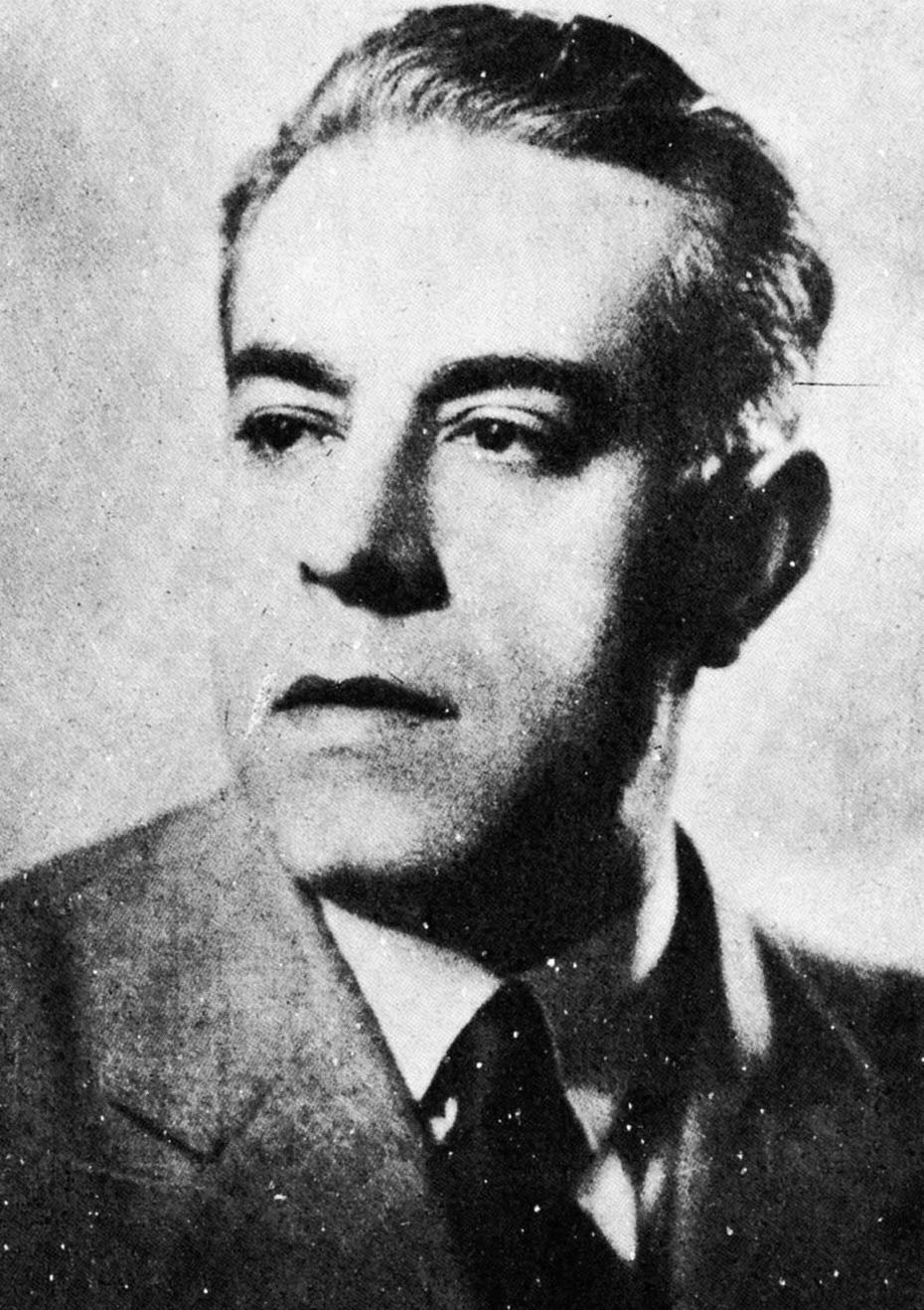
Карлос Астрада
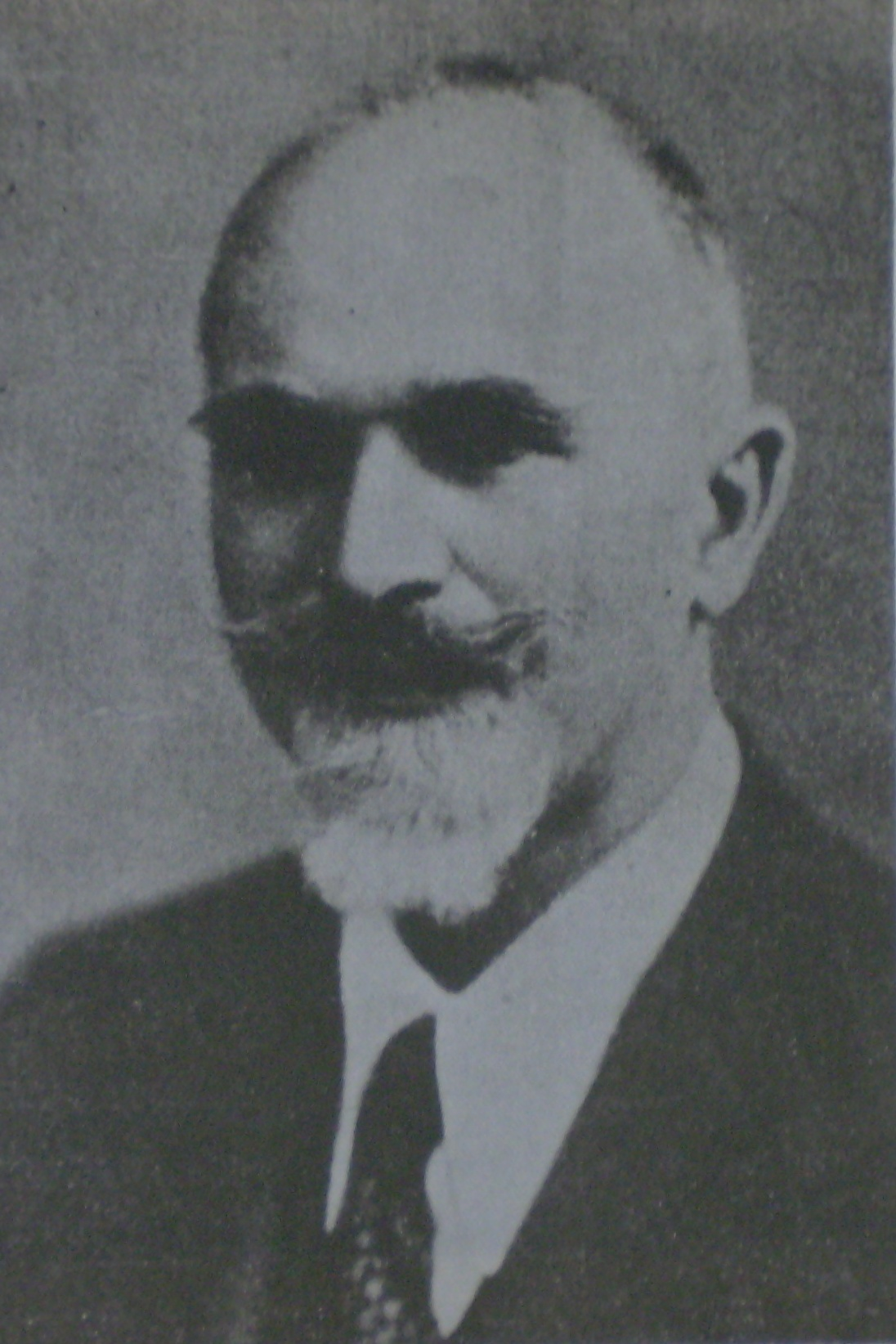
Родольфо Мондольфо

## Мови
Іспанська мова, а точніше її аргентинський діалект (див.: Ріоплатська іспанська мова), є зрозумілою практично для усього населення Аргентини. Крім неї, у країні існує понад 25 місцевих індіанських мов, найпоширенішими серед яких є гуарані та кечуа, які мають понад мільйон носіїв кожна. Другою мовою для більшості жителів країни є англійська, яка вивчається у загальноосвітніх школах. Оскільки більшість населення Аргентини є переселенцями з різних країн, вони часто зберігають і свої рідні мови. Найпоширенішими з них є італійська (близько 1,5 млн мовців), німецька (400 тис., включаючи діалекти), арабська, мови народів Іспанії, хорватська, словенська, вірменська, їдиш, китайська (65 тис. мовців, переважно діалекти фуцзянь та тайвань), корейська, японська (35 тис.), литовська, українська та циганська.
Іспанська мова є єдиною мовою, яка використовується в органах державного управління та діловодства, у державних закладах освіти, науки, культури, зв'язку тощо, хоча законодавчо її статус як державної мови жодним чином не закріплено. Мовним регулятором, який координує норми і вжиток іспанської мови в Аргентині, є Аргентинська академія письменства.
Характерними рисами аргентинської іспанської є:
- значна кількість лексики, запозиченої з італійської, кечуа, гуарані, арауканської
- вимова іспанських літер ll і y як звуку ж
- часте вживання вигуку че
- восео: вживання особливого прийменника другої особи і відповідної форми дієслова, нетипової для класичної іспанської. Наприклад, «ти маєш» класичною іспанською звучить як «tú tienes», аргентинською — «vos tenés».
- ковтання звуку s
- сесео: вимова літер s, z і c (перед і та е) однаково (як s)
- вживання «que» замість «de que»
- ігнорування деяких дієслівних форм минулого і майбутнього часу
- дублювання прямого додатку

2004 року у провінції Коррієнтес мові гуарані було надано статус офіційної. Мови ком, мокоїт та вічі 2010 року були визнані офіційними у провінції Чако.

## Релігія
Стаття 14 конституції Аргентини проголошує свободу віросповідання. Втім, одночасно основний закон називає державною релігією католицизм. Католицька церква в Аргентині, згідно зі статтею 2 конституції, має особливе юридичне положення, підтримку держави та статус недержавної гілки влади. Конституційною реформою 1994 року церкву було відділено від держави, але вона досі зберігає свій особливий статус.

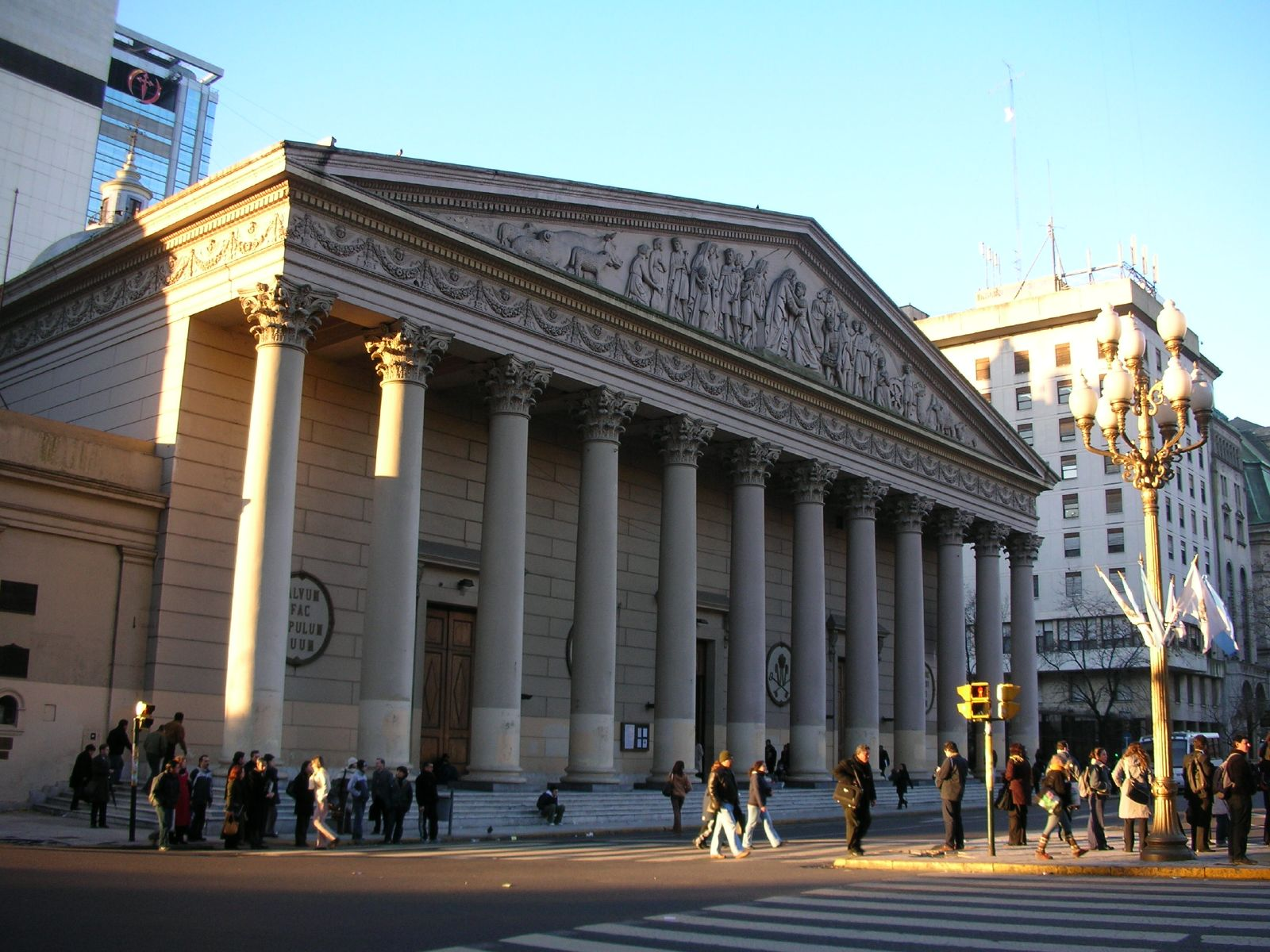
Кафедральний собор Буенос-Айреса
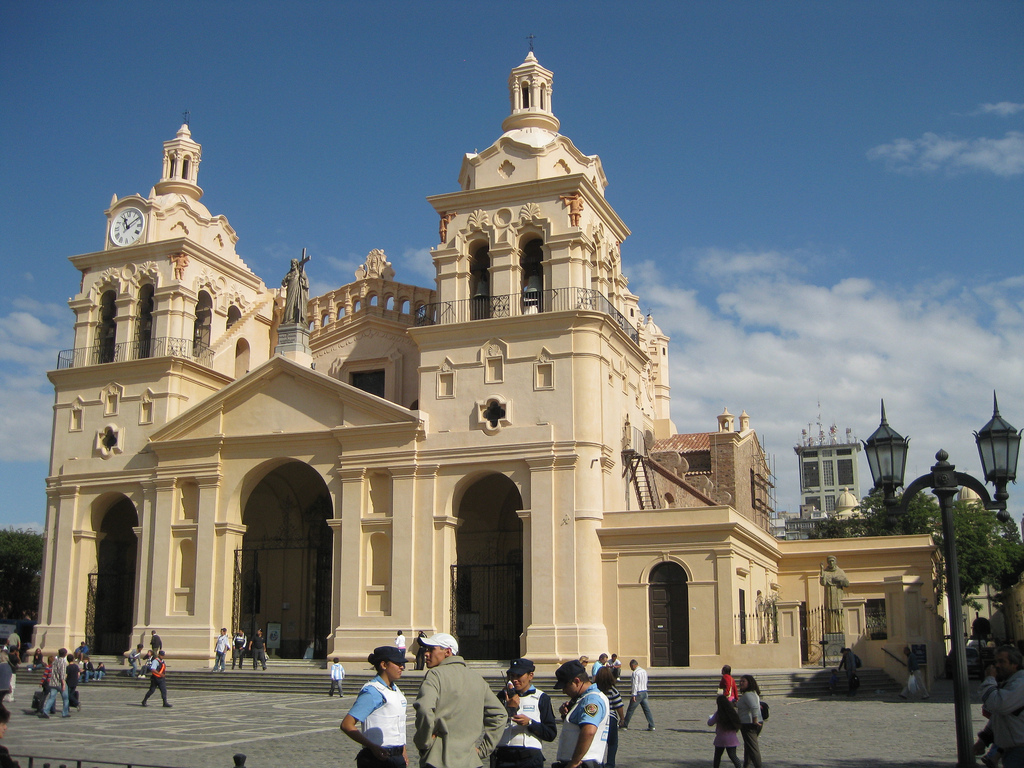
Кафедральний собор Кордови (1758)
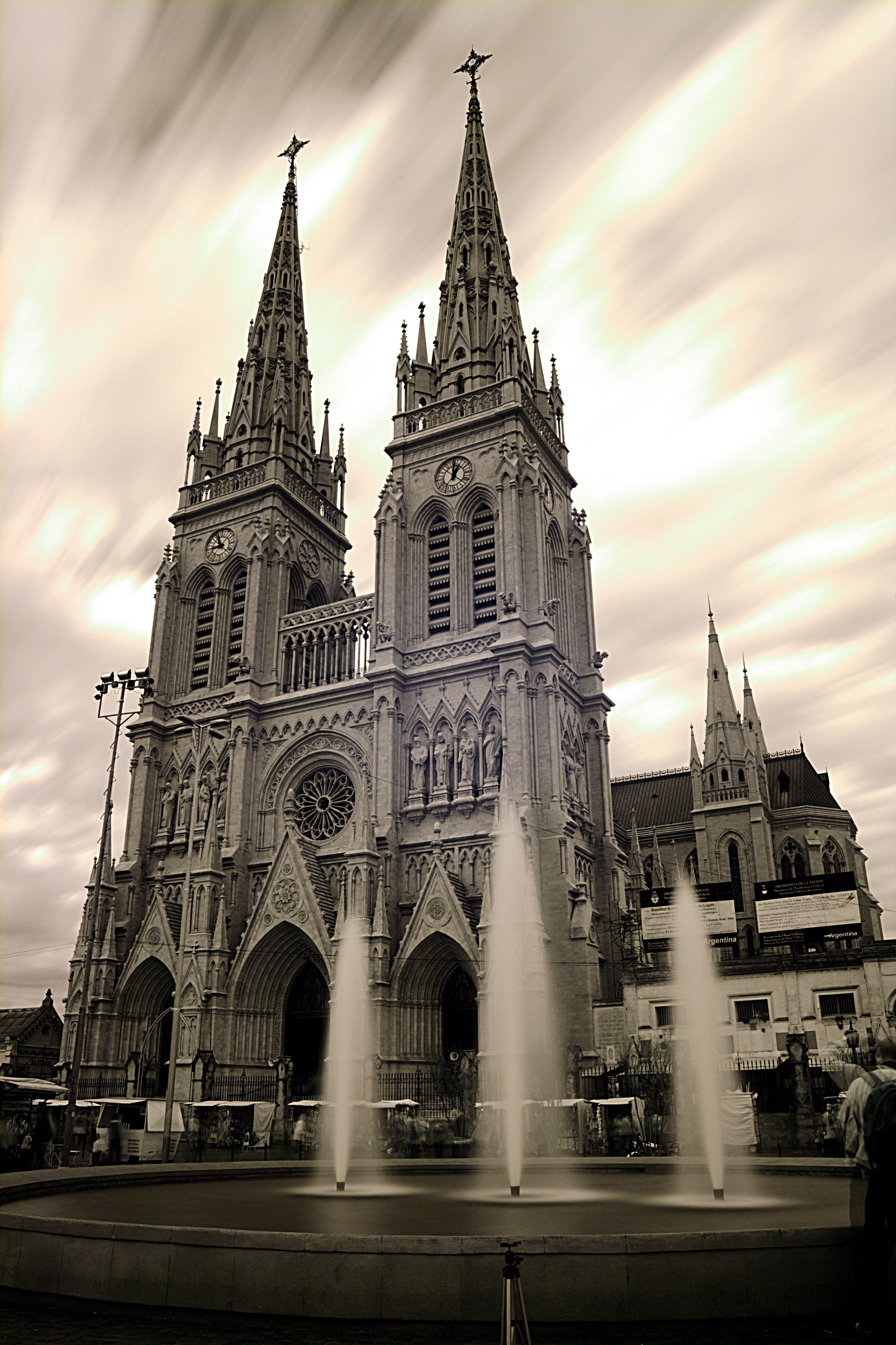
Базиліка Богоматері Луханської (1935)
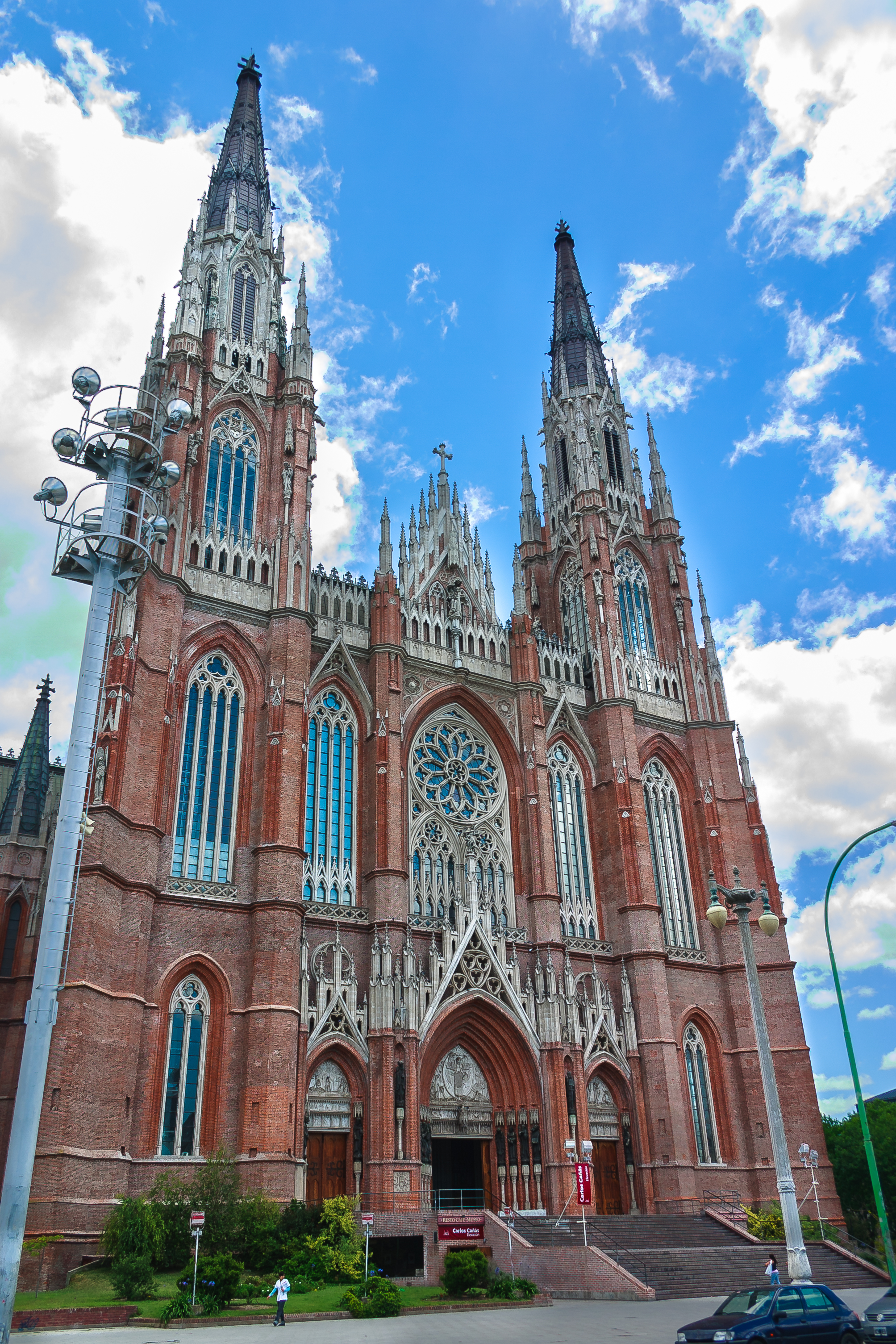
Кафедральний собор Ла-Плати (1902)

92% аргентинців були похрещені католиками, хоча лише 62,9% вважають себе такими, з яких менше 20% регулярно відвідує церкву. 
Згідно з опитуванням 2019 року 15,3% аргентинців є протестантами, 1,4% опитаних складають свідки Єгови та мормони, 1,2% сповідують інші релігії, 18,9% не сповідують жодної релігії
В Аргентині також існує багато поширених народних вірувань, зокрема культ Покійної Корреа, Матері Марії, Панчо Сьєрри, Гаучіто Хіля, Сеферіно Намункура.
Католицька церква в Аргентині має такі архідієцезії:
- Баїя-Бланка
- Буенос-Айрес
- Кордова
- Коррієнтес
- Ла-Плата
- Мендоса
- Парана
- Ресістенсія
- Росаріо
- Сальта
- Сан-Хуан-де-Куйо
- Санта-Фе-де-ла-Вера-Крус
- Тукуман
- Мерседес-Лухан

Церква має багато початкових та середніх шкіл в Аргентині, а також 7 університетів.

## Кінематограф
Кінематограф Аргентини — один із найрозвиненіших в Латинській Америці поряд з мексиканським і бразильським. За XX ст. аргентинська кінопродукція завдяки підтримці держави і роботі великої кількості митців стала однією з провідних в іспаномовному світі. Нині на одного мешканця припадає більше кінотеатрів, ніж у будь-якій іншій країні Латинської Америки.
Першим повнометражним фільмом, знятим в Аргентині, стала «Амалія» (1914), екранізація однойменного роману Хосе Мармоля. 1917 року була створена перша анімаційна повнометражна стрічка «Апостол». Того ж року у кіно дебютував один з найвідоміших аргентинських акторів Карлос Гардель. 1933 року в Аргентині було засновано перші дві кіностудії: «Argentina Sono Film» та «Lumiton».
У 1940-х роках аргентинське кіно увійшло у період кризи через сильну конкуренцію з кінематографом США і Мексики. Наприкінці 1950-х кінематограф Аргентини відроджується, перш за все у течії незалежного кіно. На початку 1970-х років аргентинське кіно відчуває вплив французького реалізму. З 1975 року аргентинська кіноіндустрія зазнає сильною цензури з боку правлячого режиму. У 1980-х роках після падіння диктаторських режимів в Аргентині відроджується кінематограф. Луїс Пуенсо знімає «Офіційну версію» про злочини диктатури, яка 1984 року стає першою аргентинською стрічкою — володаркою Оскара.
Стрічка «XXY» (2007) здобуває Гран-прі Каннського кінофестивалю. 2009 року виходить «Таємниця в його очах» зі схожою до «Офіційної версії» тематикою, яка стає другою аргентинською стрічкою — володаркою Оскара. Аргентинські фільми також здобували численні нагороди на багатьох кінофестивалях, зокрема премії «Гойя» та призи Берлінського кінофестивалю.
Аргентина також відома своїми телефільмами, деякі з яких йшли на екранах України, зокрема, телесеріали Буремний шлях і Флорісьєнта.
Найбільшими кінофестивалями країни є кінофестиваль у Мар-дель-Плата та Фестиваль незалежного кіно у Буенос-Айресі.

## Образотворче мистецтво
До приходу європейців на землі сучасної Аргентини на цій території існували індіанські культури, які мали розвинене мистецтво малюнку, кераміки, скульптури. Впродовж колоніального періоду історії Аргентини розвивалося переважно релігійне мистецтво, у якому часто традиційні християнські сюжети поєднувалися з віруваннями місцевих жителів. Іншою важливою течією у колоніальному мистецтві було зображення щойно досліджених земель колонізаторами, місіонерами і натуралістами. Внаслідок відкриття кордонів і значної імміграції в Аргентину у XIX столітті її мистецтво зазнало сильного впливу мистецьких течій з інших країн. Початок XX ст. відзначився появою імпресіонізму в Аргентині. Як і в літературі, головними мистецькими угрупованнями були група Боедо і група Флорида. Друга і найголовніша хвиля новаторства у аргентинському образотворчому мистецтві припадає на 1930-ті роки, коли починають творити такі митці як Антоніо Берні, Гюла Косіце, Рауль Сольді, Флоренсіо Моліна Кампос і Беніто Кінкела Мартін. В образотворчому мистецтві з'являються такі течії як чуттєвий та наївний живопис, неореалізм, конструктивізм, абстракціонізм. Сучасне образотворче мистецтво Аргентини характеризується тенденціями нової образності, поп-арту, неосюрреалізму, гіперреалізму, системного мистецтва, неоабстракціонізму, кінетизму.

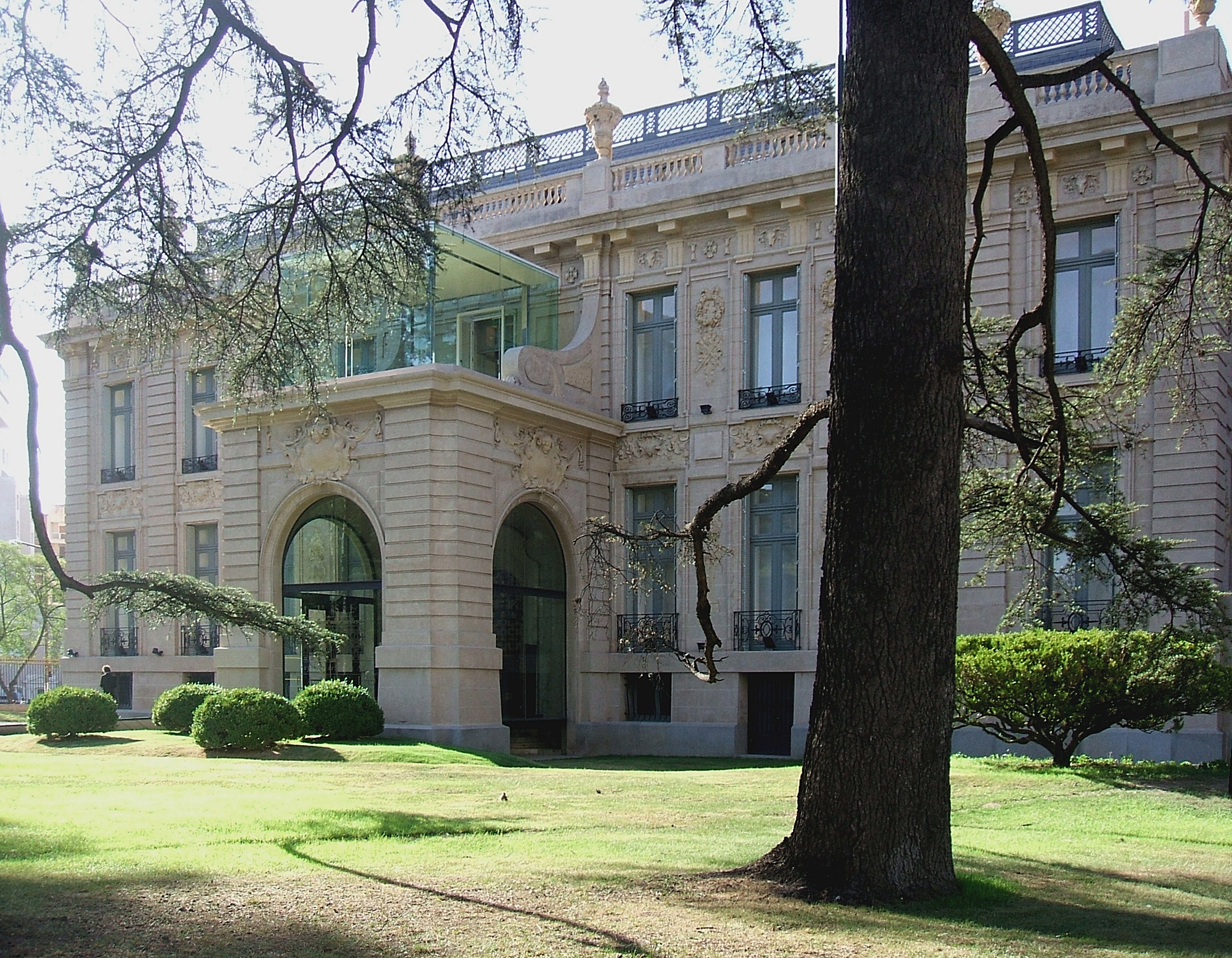
Музей витончених мистецтв у Кордові (Музей образотворчих мистецтв Евіта[ru])
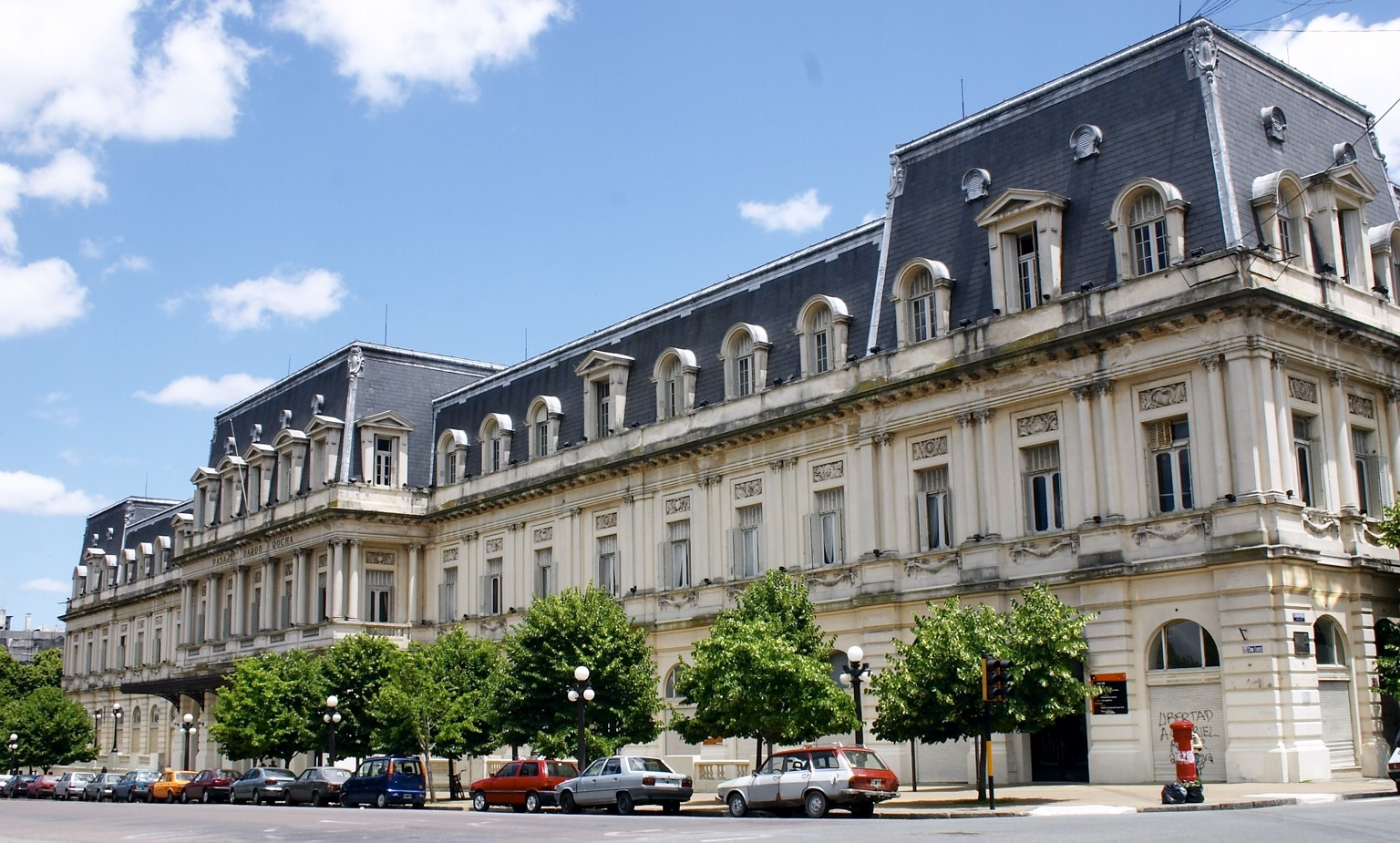
Музей сучасного латиноамериканського мистецтва у Ла-Платі

У 1940-1960-х роках швидкого розвитку набули аргентинські комікси. Багато визнаних майстрів цього жанру походять з Аргентини, зокрема Ектор Херман Остерхельд, Альберто Брешіа, Франсіско Солано Лопес, Кіно, Роберто Фонтанарроса, Орасіо Альтуна, Карлос Трільйо. Найвідомішим персонажем аргентинських коміксів є Мафальда, історії про яку перекладені більш ніж 30 мовами.

## Архітектура
Архітектура Аргентини бере свій початок від споруд доколумбової епохи, серед яких слід відзначити Пукара-де-Тілкара та поселення Тафі-дель-Вальє.
В епоху колонізації було збудовано велику кількість храмів та релігійних місій. Єзуїтські місії регіону Ґуарані, зокрема Сан-Іґнасіо-Міні та Санта-Ана, а також єзуїтський квартал і місії Кордови сьогодні входять до складу світової спадщини ЮНЕСКО. Більшість міст Аргентини, які були засновані іспанцями, будувалися за одним зразком, який мав значний вплив на традицію містобудування у країні.
Після здобуття Аргентиною незалежності і завершення громадянських війн її архітектура почала відчувати вплив неіспанського мистецтва, зокрема італійського та французького. Наприкінці XIX ст. була збудована головна вулиця Буенос-Айреса — Травнева, натхненна бульварами Парижа і Марселя. Завдяки роботі італійських архітекторів Андреса Бланкі та Антоніо Меселли з'являються визначні зразки аргентинського бароко, зокрема церкви Св. Ігнатія та Марії дель Пілар, кафедральний собор, ратуша.

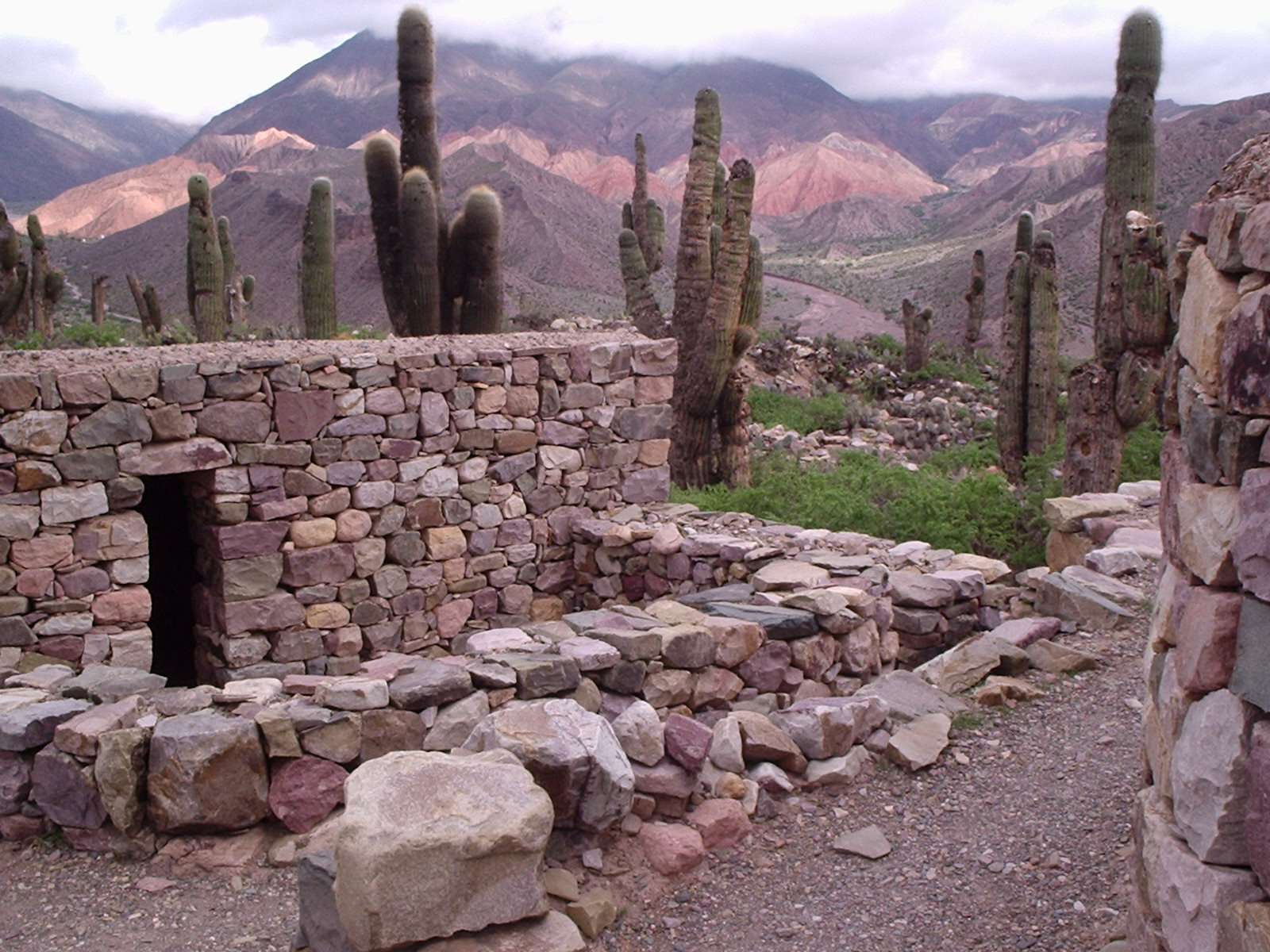
Пукара-де-Тілкара
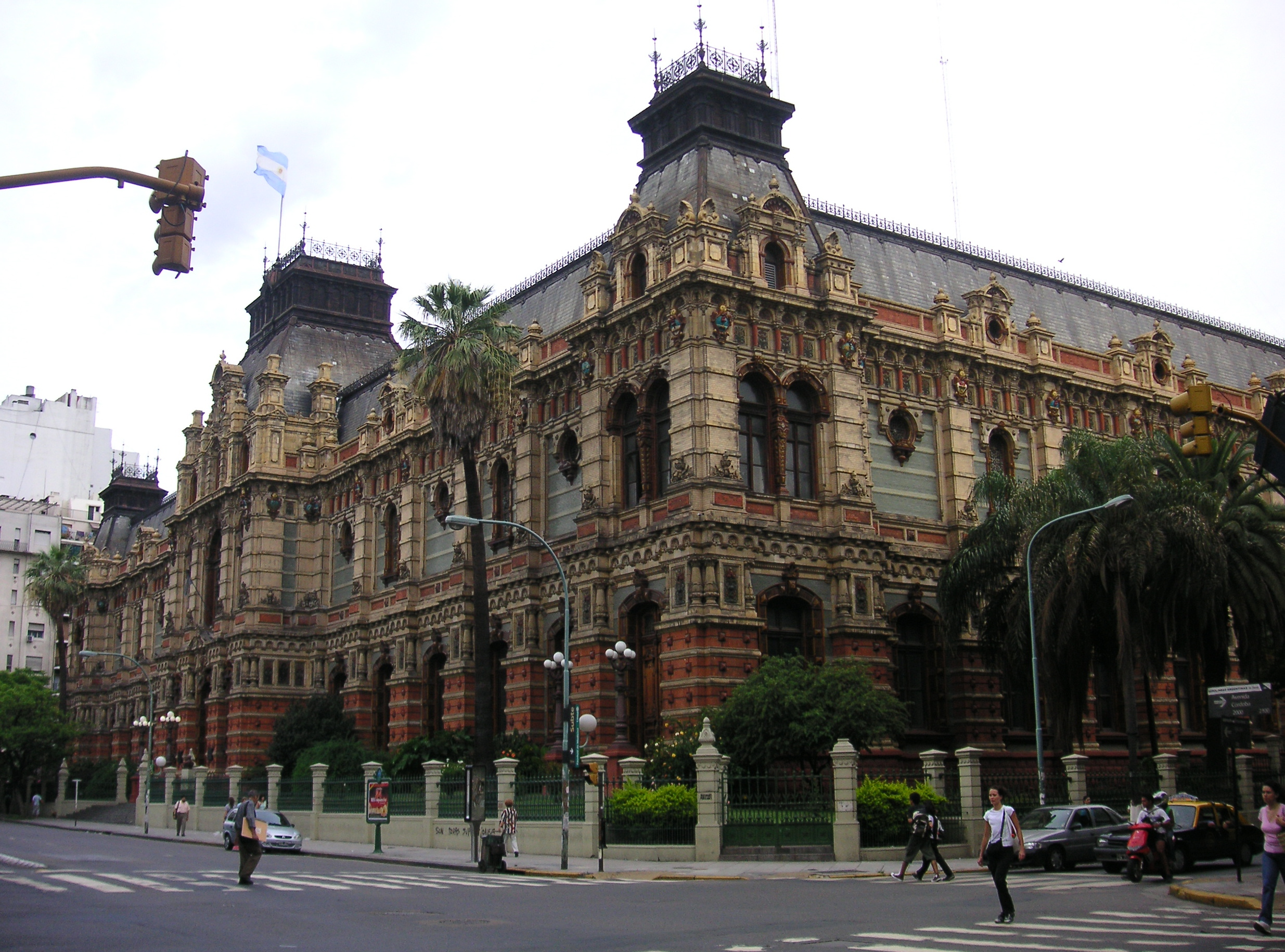
Палац водопостачання (1894)
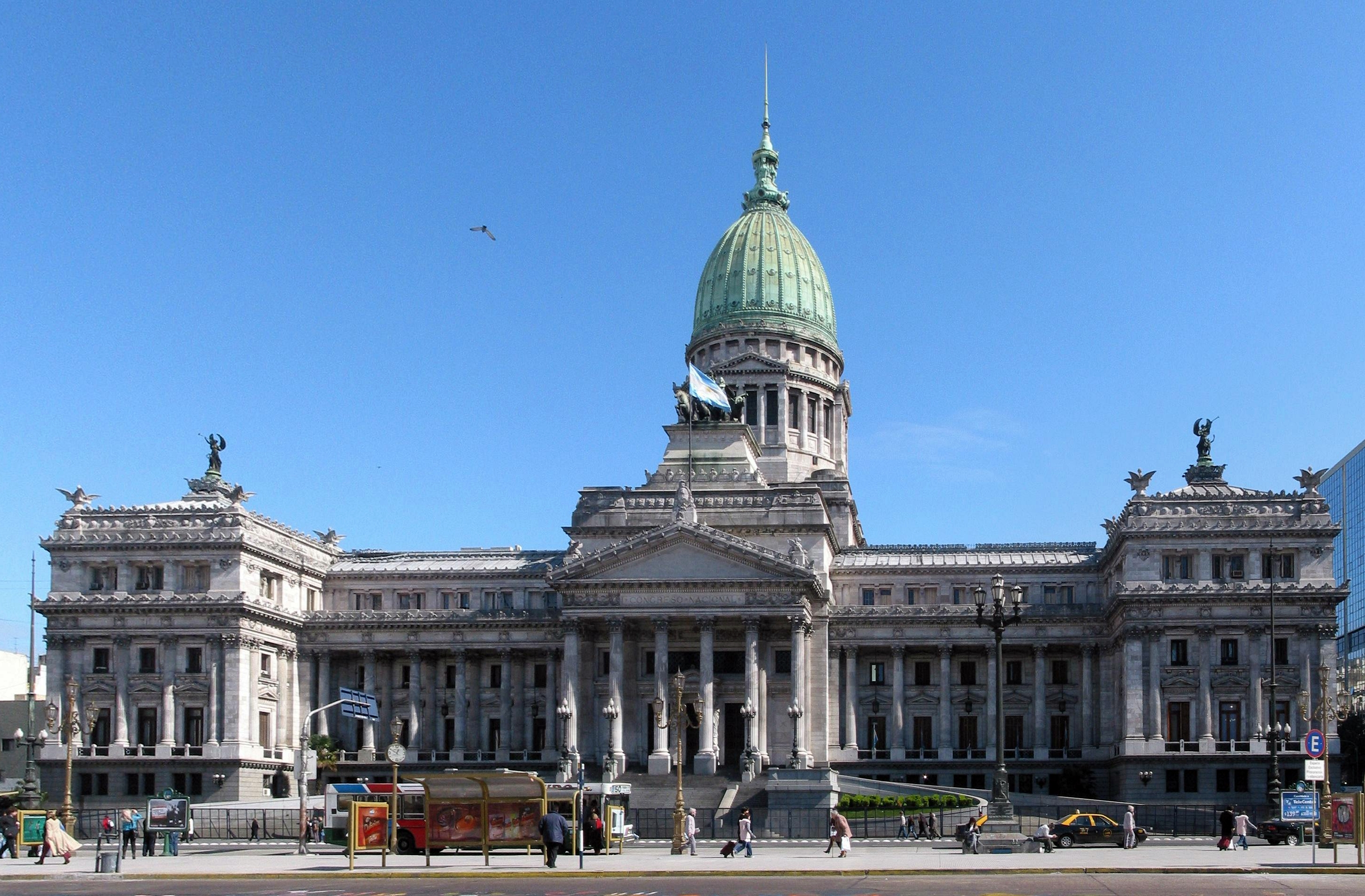
Національний конгрес (1897)
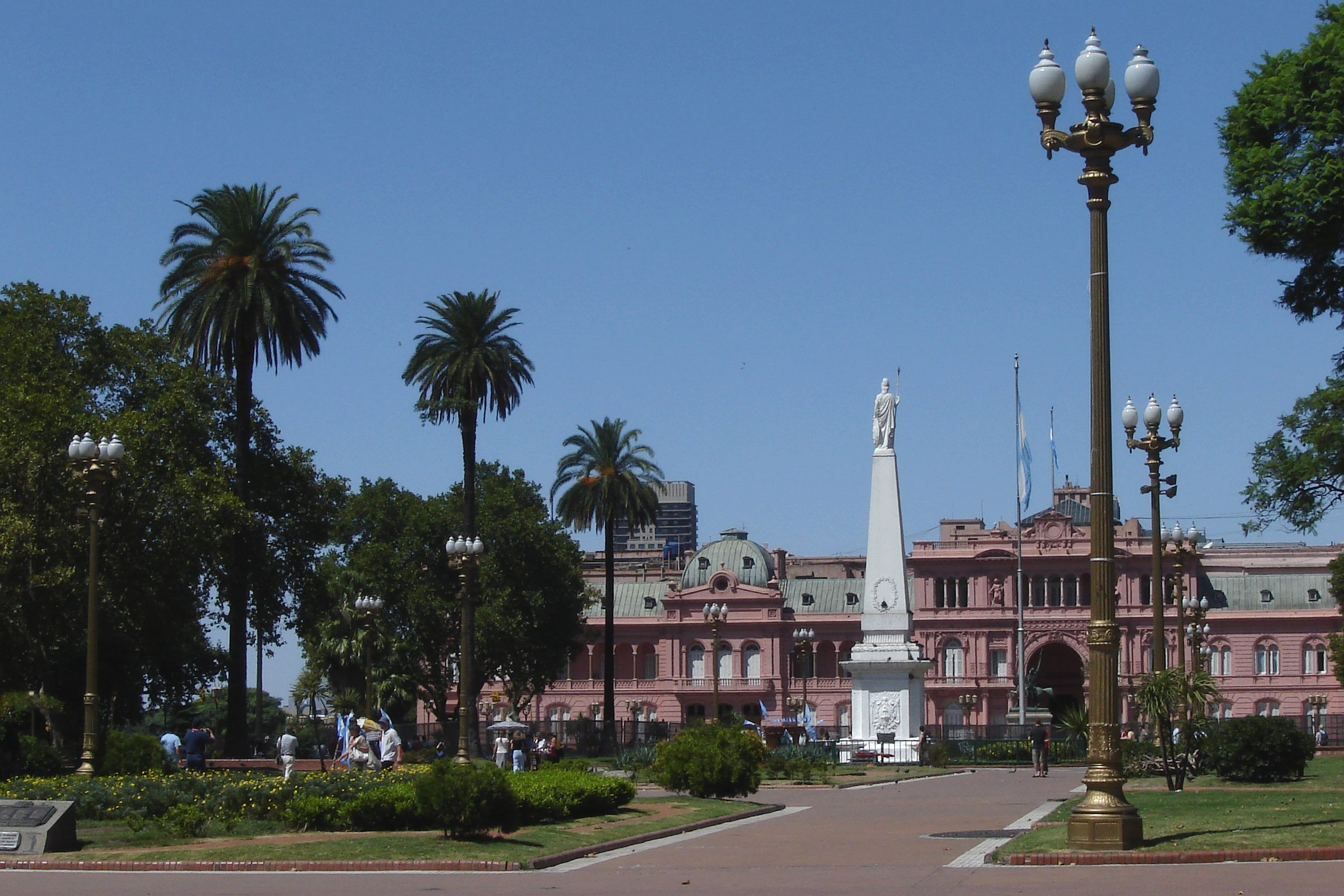
Каса-Росада (1898)

На початку XX ст. перехід до нової епохи в архітектурі знаменують такі споруди як церква Санта-Фелісіта (архітектор Ернесто Бунге), Палац Правосуддя та Національний конгрес (Віктор Меано), Палац водопостачання (Олаф Боє). Тоді ж зведено найвідоміший театр Аргентини Театр Колумба у стилі неоренесансу. У стилі французького неокласицизму Алехандро Бустільйо будує Національний банк Аргентини, а Мартін Ноель — Іспаноамериканський музей.
У 1930-х роках під впливом Ле Корбюзьє в Аргентині з'являється нова впливова плеяда архітекторів на чолі з Амансіо Вільямсом, які сповідують ідеали раціоналізму і функціоналізму. Архітектура спрощується і втрачає складне оздоблення.
З 1950-х років у Буенос-Айресі розквітає будівництво хмарочосів, що породжує нову течію в архітектурі — бруталізм, до якої відносять роботи Перальти Рамоса, Альфредо Агостіні, Клоріндо Тести, Санчеса Елії.

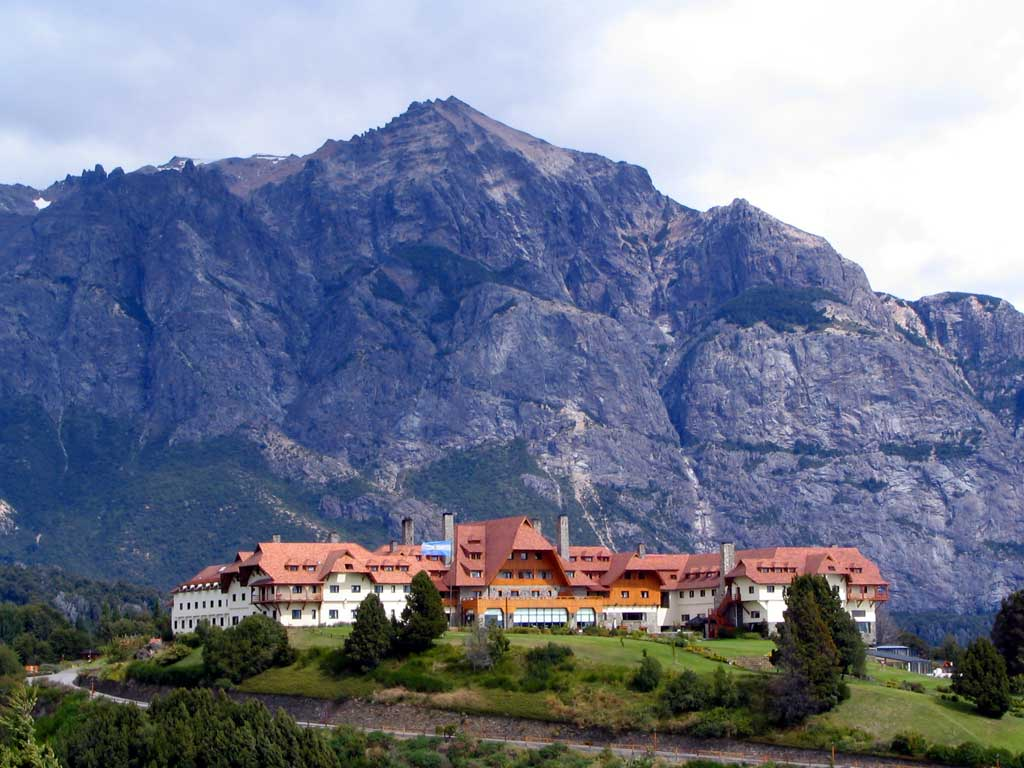
Готель Льяо-Льяо (1939)
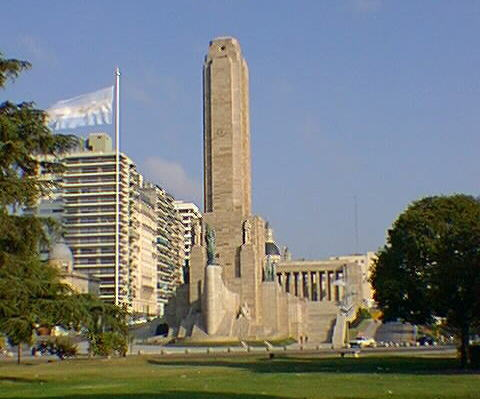
Монумент прапору (1957)
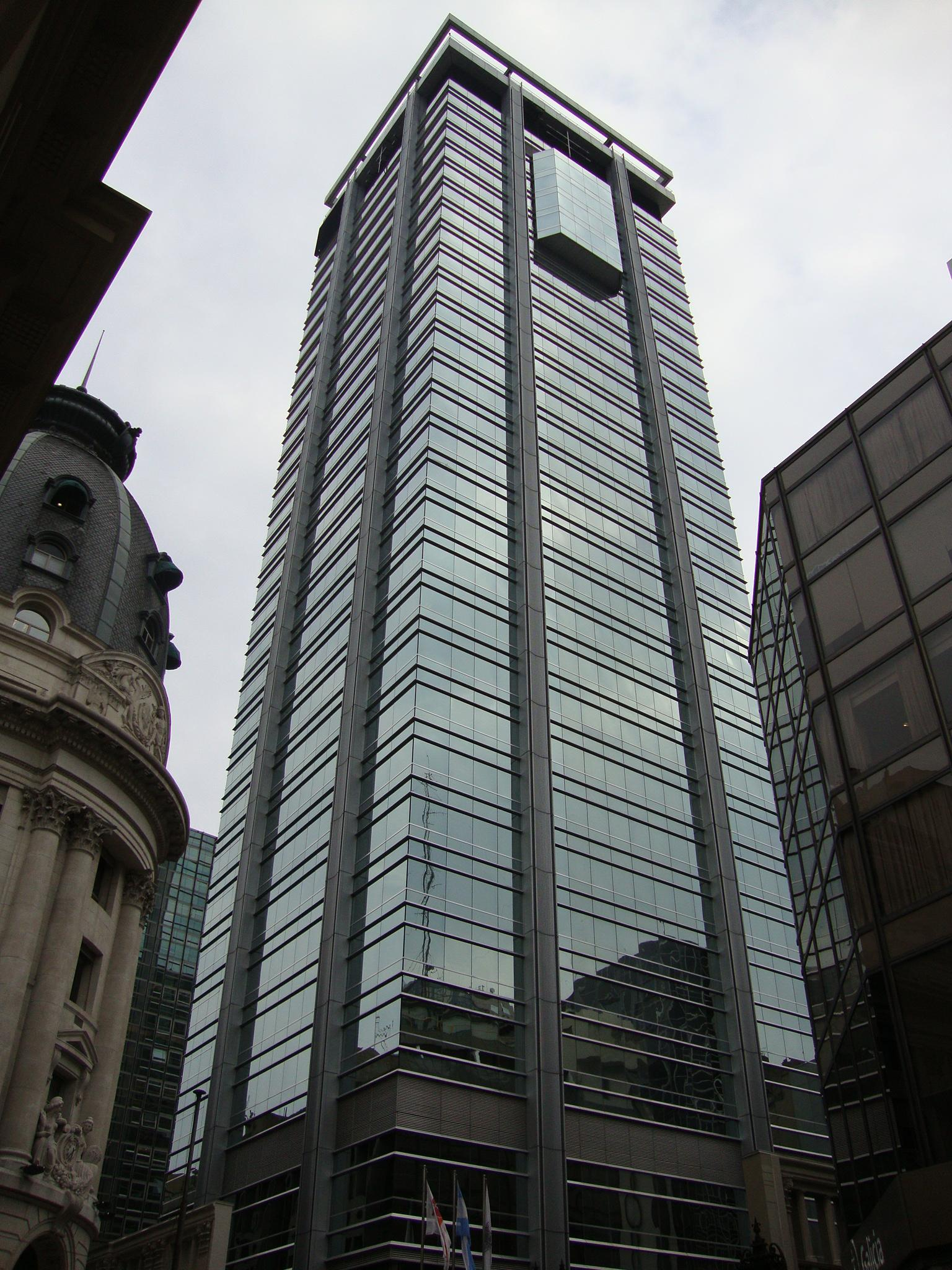
Хмарочос Галісія-Сентраль (2007)
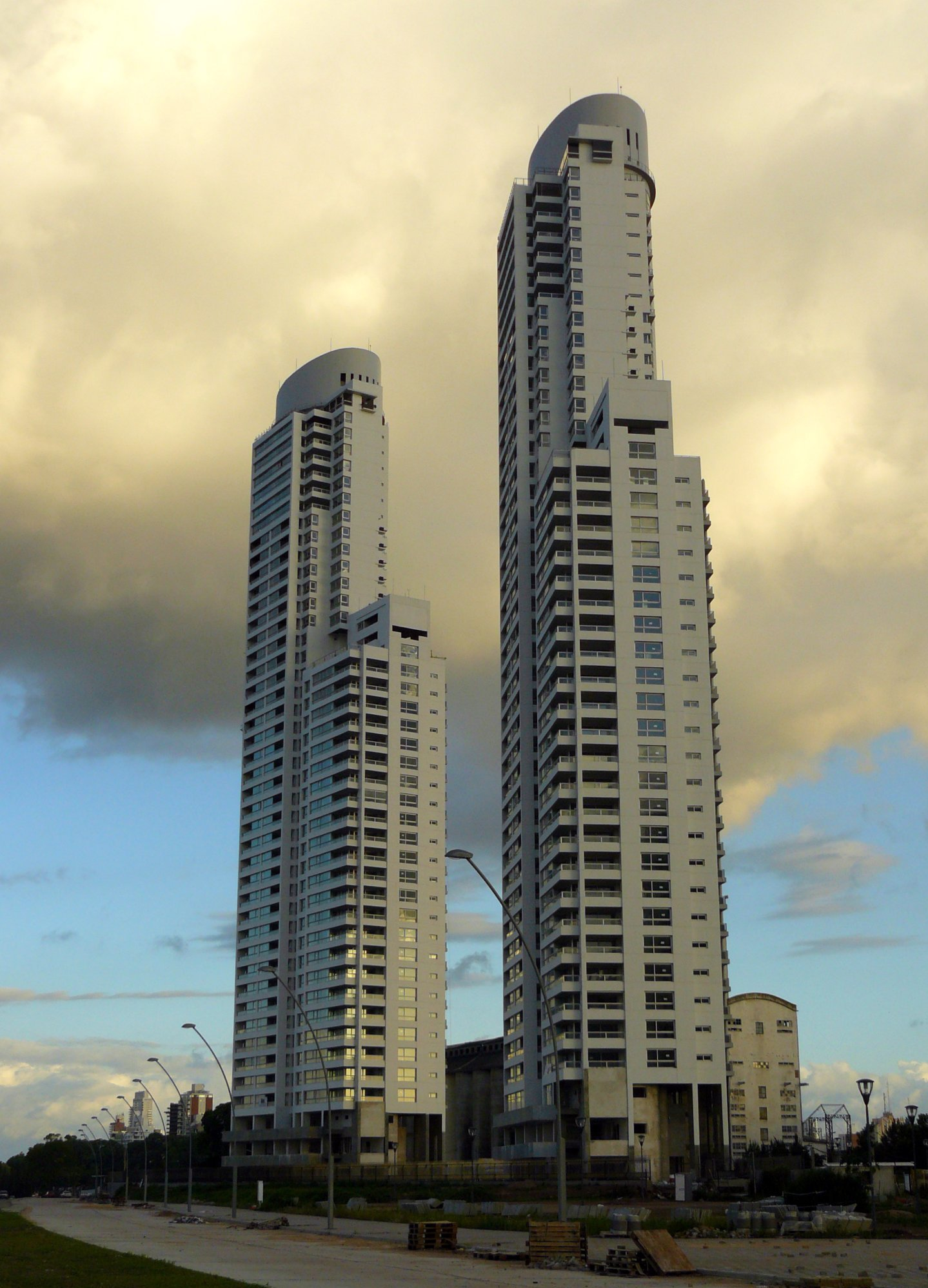
Хмарочос Долфінес-Гуарані (2010)

## Театр
З 16 ст. в Аргентині були поширені народні театралізовані видовища.
Перший театр Аргентини (Ла-Ранчерія) було збудовано у Буенос-Айресі за наказом віце-короля від 30 листопада 1783 року. 1786 року тут було поставлено першу п'єсу нерелігійної тематики, написану в Аргентині. Ла-Ранчерія проіснувала до 1792 року.
1804 року було відкрито новий театр під назвою Колізей. Після Травневої революції там ставилися переважно вистави патріотичного змісту. У часи Росаса були збудовані театри Вікторія, Буен-Орден та Ла-Федерасьйон, що сприяло розвитку драматургії в Аргентині.

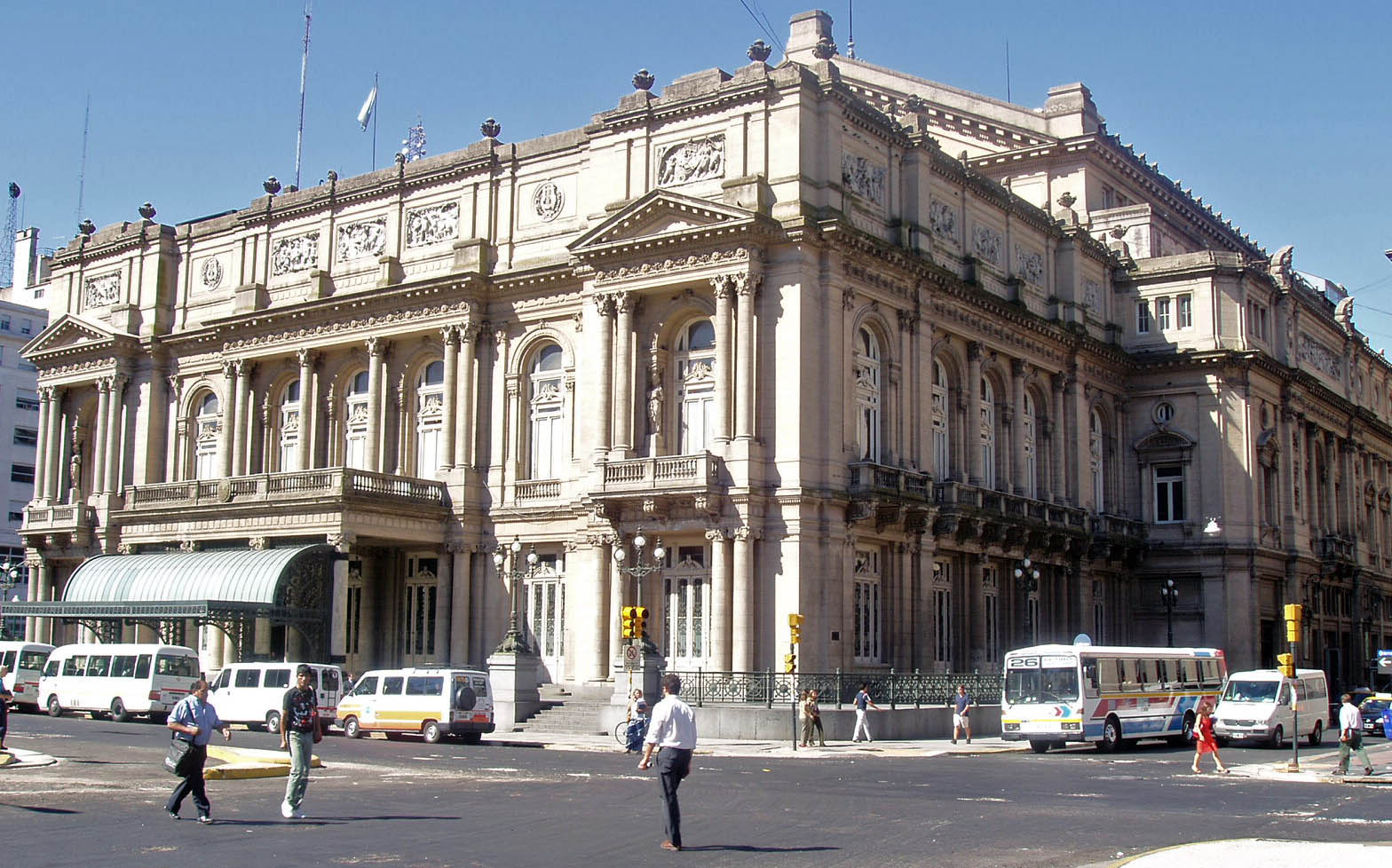
Театр Колумба (1908)
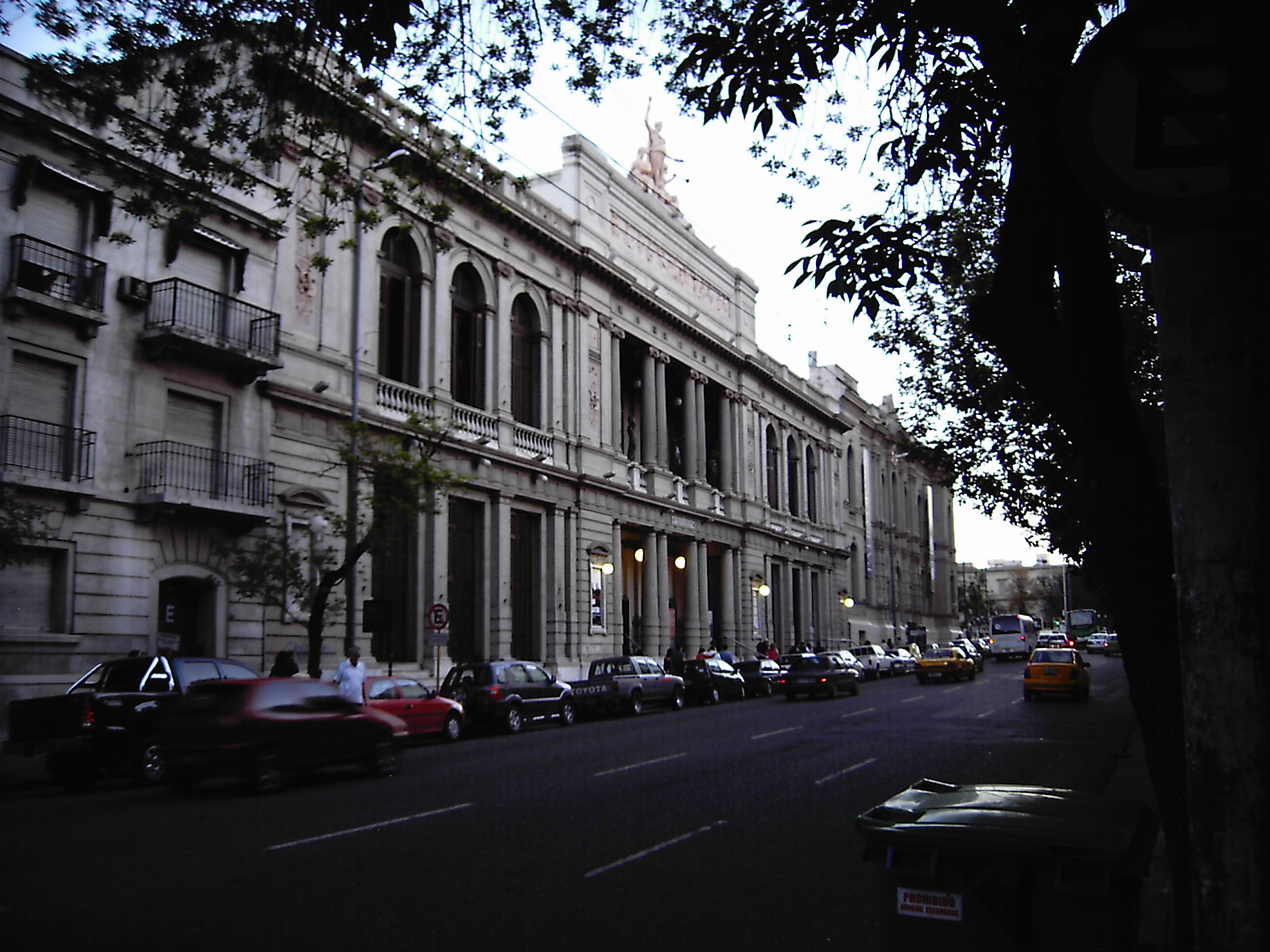
Театр Лібертадор у Кордові

У 2-й половині 19 ст. в Аргентині виникло багато театрів, але в них виступали переважно європейські гастролери. Власне аргентинський театр походить від традиційних індіанських та релігійних іспанських вистав. Його народження припадає на кінець XIX ст. у вигляді креольських спектаклів з елементами драми, пантоміми, фарсу і критичного монологу.
На початку XX ст. аргентинський театр переживав свій золотий вік. Визначними представниками тієї епохи були Роберто Пайро, Флоренсіо Санчес і Грегоріо де Лаферрере.
1930 року Леонідас Барлетта заснував Народний театр, який став наріжним каменем у русі незалежного театру, що позиціонував себе як антипод комерційного. У Народному театрі ставилися роботи відомих національних авторів: Роберто Арльта, Рауля Гонсалеса Туньйона, Альваро Юнке, Ніколаса Оліварі. У 1940-х роках позиції незалежного театру закріпилися. З'явилися групи Маска і Хуан Б. Хусто, нові драматурги Андрес Лісаррага, Агустін Куццані, Ауреліо Фаретті. Також розвивався ляльковий театр завдяки зусиллям Хав'єра Вільяфаньє, Мане Бернардо, Аріеля Буфано, Сари Б'янчі.
У 1960-х роках основними напрямками театрального мистецтва в Аргентині були авангардизм, соцреалізм, неогротеск і необароко. У 1970-х роках розвиток театру призупинився, відновившись лише у 1980-х. Відомими діячами сучасного театру є Рікардо Монті, Маурісіо Картун, Едуардо Ровнер, Хорхе Гольденберг, Бернардо Карей, Роберто Перінельї, Віктор Вінер, Алехандро Тантанян, Хосе Луїс Арсе, Даніель Веронесе, Енріке Моралес, Пабло Содор, Хав'єр Даульте.
Нині театр Аргентини переживає новий період розквіту. 2007 року лише у театрах Буенос-Айреса було поставлено більше 200 вистав, які відвідали більше 2 мільйонів глядачів. Також нещодавно було започатковано Міжнародний театральний фестиваль Буенос-Айреса, який щороку відвідує близько 25 тисяч осіб.

## Музика
Найбільш знаним породженням аргентинської музичної культури є танго, що з'явилося наприкінці XIX ст. у Буенос-Айресі і значно вплинуло на розвиток музики в Аргентині та поза її межами. Аргентинське танго має три основні складові: характерний напрям у музиці, де основним інструментом є бандонеон, стиль співу і власне характерний танець. Найвідомішими виконавцями танго вважають Карлоса Гарделя, Хуліо Сосу, Енріке Сантоса Діссеполо, Роберто Гоєнече й Астора П'яццолу. Танго та електротанго найпопулярніші у столиці Аргентини.
Фольклор є типовішим для провінції. Народна музика має значну кількість стилів і варіацій: гато, чамаме, замба, чакарера, маламбо тощо. Найбільші фольклорні фестивалі проходять у Коскіні та Хесус-Марії. Головними виконавцями цього жанру вважаються Мерседес Соса, Орасіо Гуарані, Los Nocheros, Соледад.
Музичні стилі куартето (ісп. el cuarteto) і кумбія (ісп. la cumbia), які народилися в провінції Кордова, стають все популярнішими просторі національної музики та танцю.
У 1960-х роках з'явився аргентинський рок, характерною особливістю якого стала іспанська мова виконання. Найвизначнішими представниками цього жанру вважають гурти Soda Stereo, Rata Blanca, Bersuit Vergarabat, Патрісіо Рея та його гурт Redonditos de Ricota, музикантів Чарлі Гарсію, Андреса Каламаро, Луїса Альберто Спінетту та Фіто Паеса.
Серед класичних композиторів відомими є Альберто Хінастера, Альберто Вільямс, Хуліан Агірре, Карлос Гуаставіно, Хуан Хосе Кастро, серед виконавців — Марта Аргеріх і Альберто Лісі, серед диригентів — Даніель Баренбойм.

## Мода
Традиційно мода в Аргентині тісно пов'язана з іспанською. Перший модний журнал почав виходити у Буенос-Айресі 1837 року і мав назву «La Moda». З цим виданням співпрацювали багато відомих письменників країни, зокрема Хуан Баутіста Альберді. У середині XIX ст. до країни почали прибувати модисти та кравці з Іспанії та Франції. Згодом у країні з'явилися власні дизайнери одягу, найвідомішими серед яких є Едуардо Бергара Леманн, Анте Гармас, Густава Каділе, Пако Хамандреу, Хасмін Чебар, Роберто П'яцца, Каталіна Раутенберг. З 2001 року у Буенос-Айресі проводиться власний тиждень моди.

## Кухня
Основу аргентинської кухні складають страви з яловичини і вино, а також продукти, які є відносно дешевими у цій країні. Кухня Аргентини формувалася під впливом традицій доколумбових цивілізацій, а потім європейських мігрантів, переважно італійців та іспанців.

Типові аргентинські страви і напої
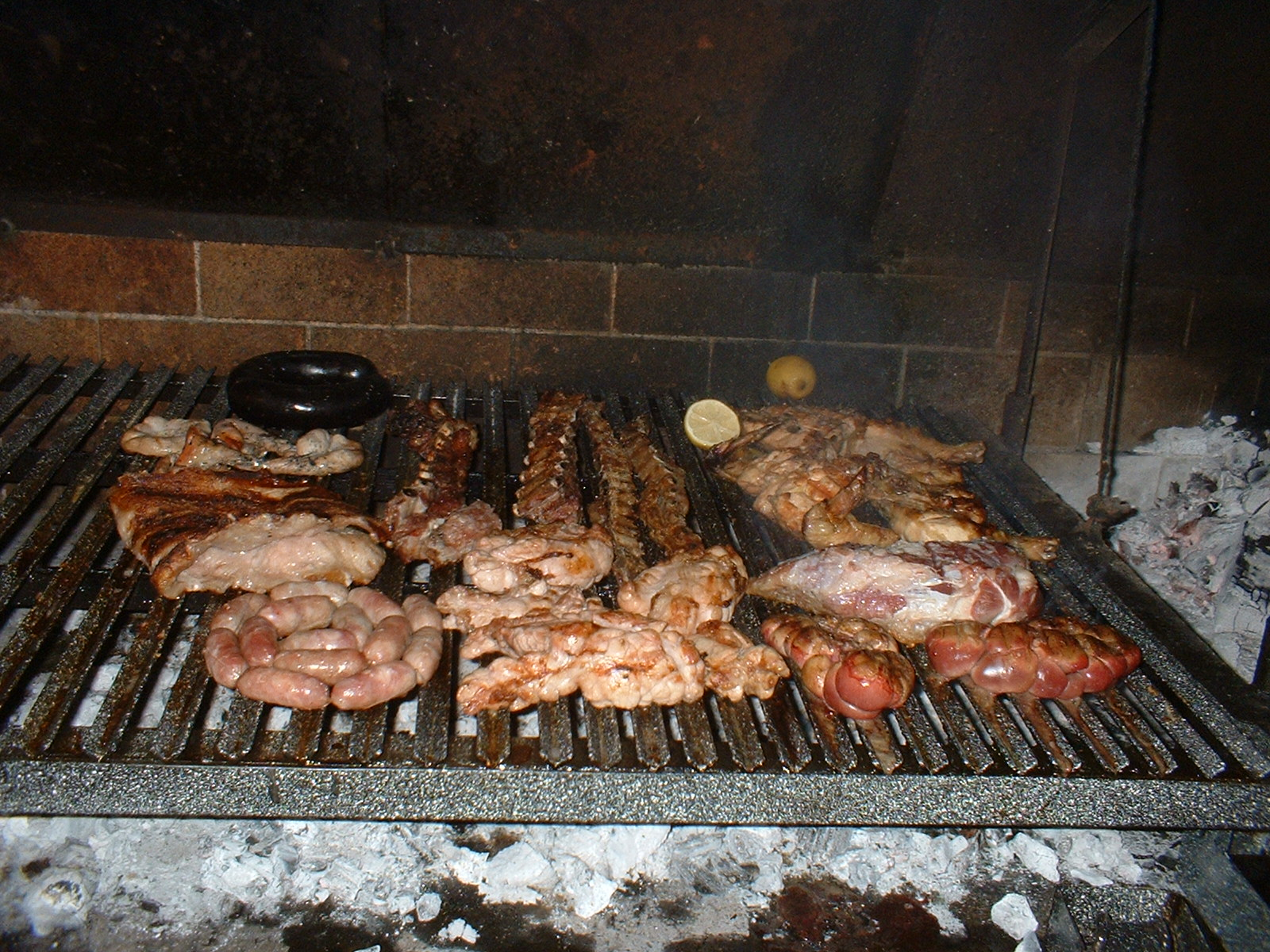
Асадо — м'ясо, смажене на вогні
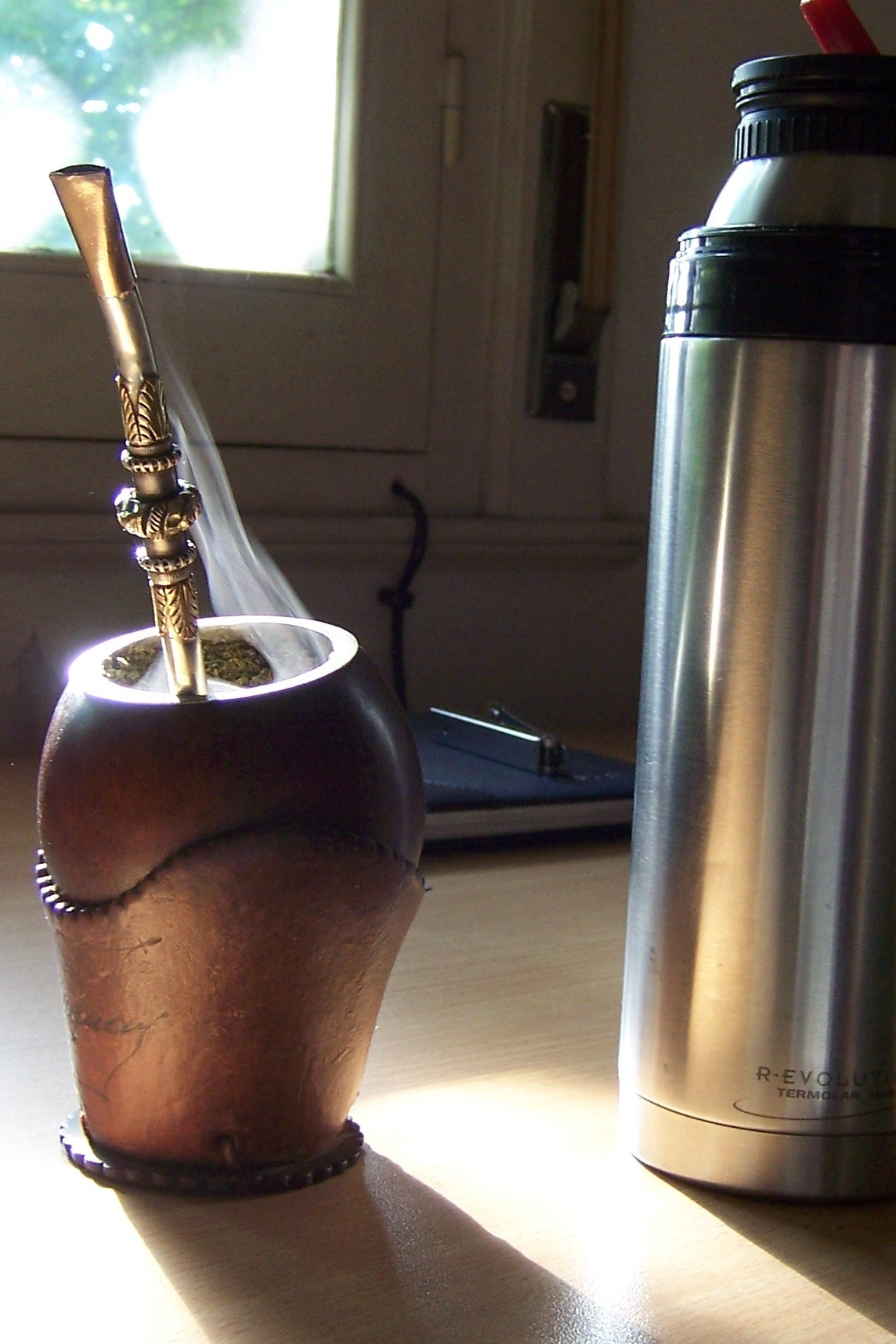
Мате — чай з гостролиста парагвайського
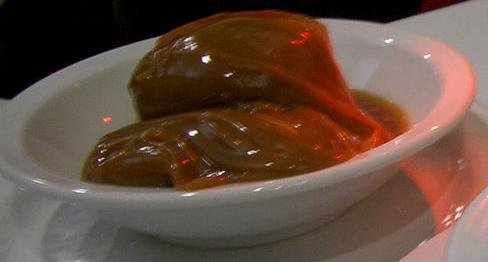
Дульсе-де-лече — десерт, схожий на варену згущенку
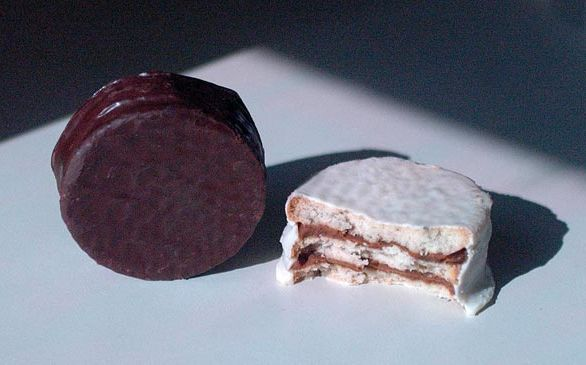
Альфахори — пироги, начинений дульсе-де-лече і политий шоколадом
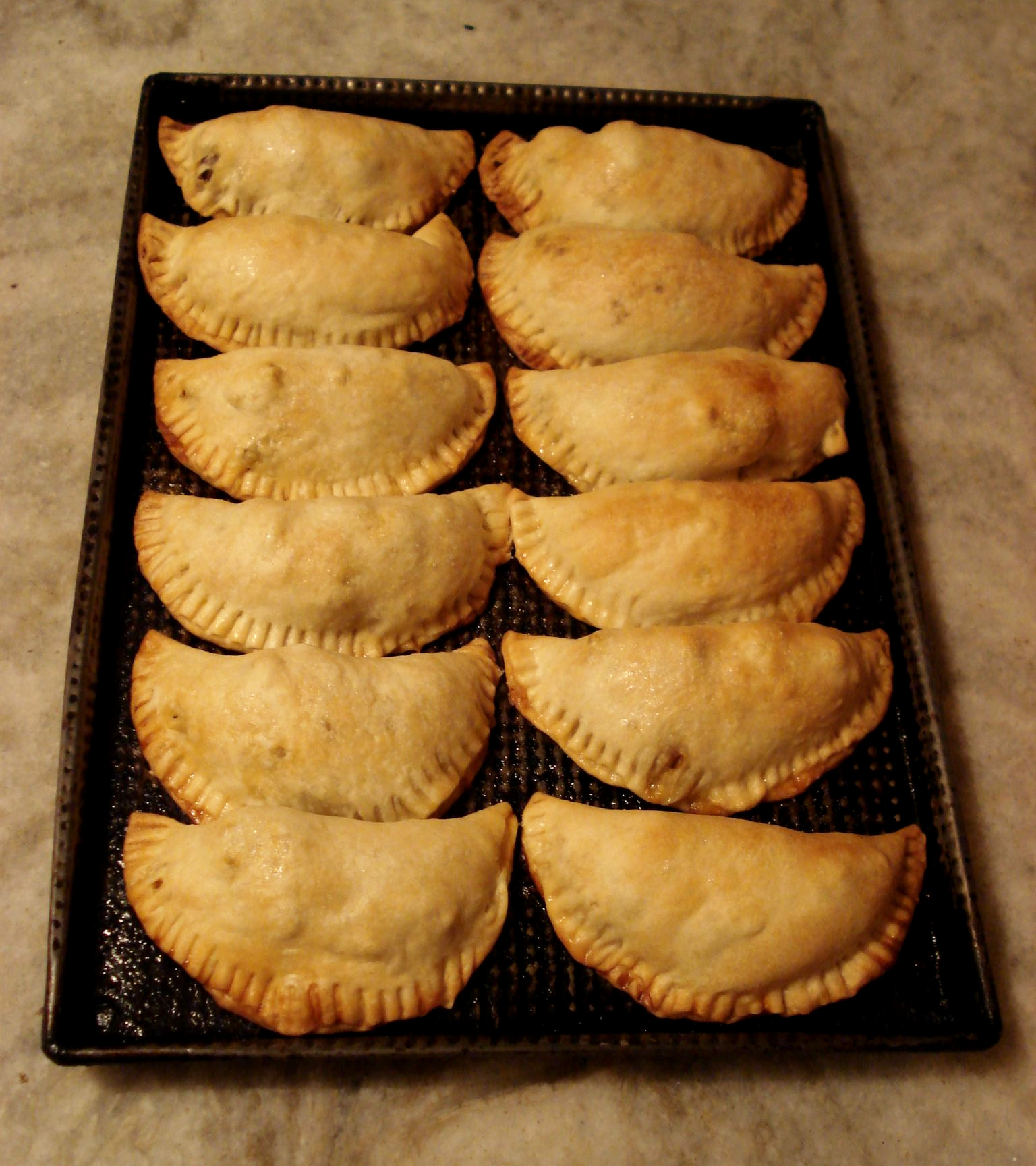
Емпанада — різновид пирогів
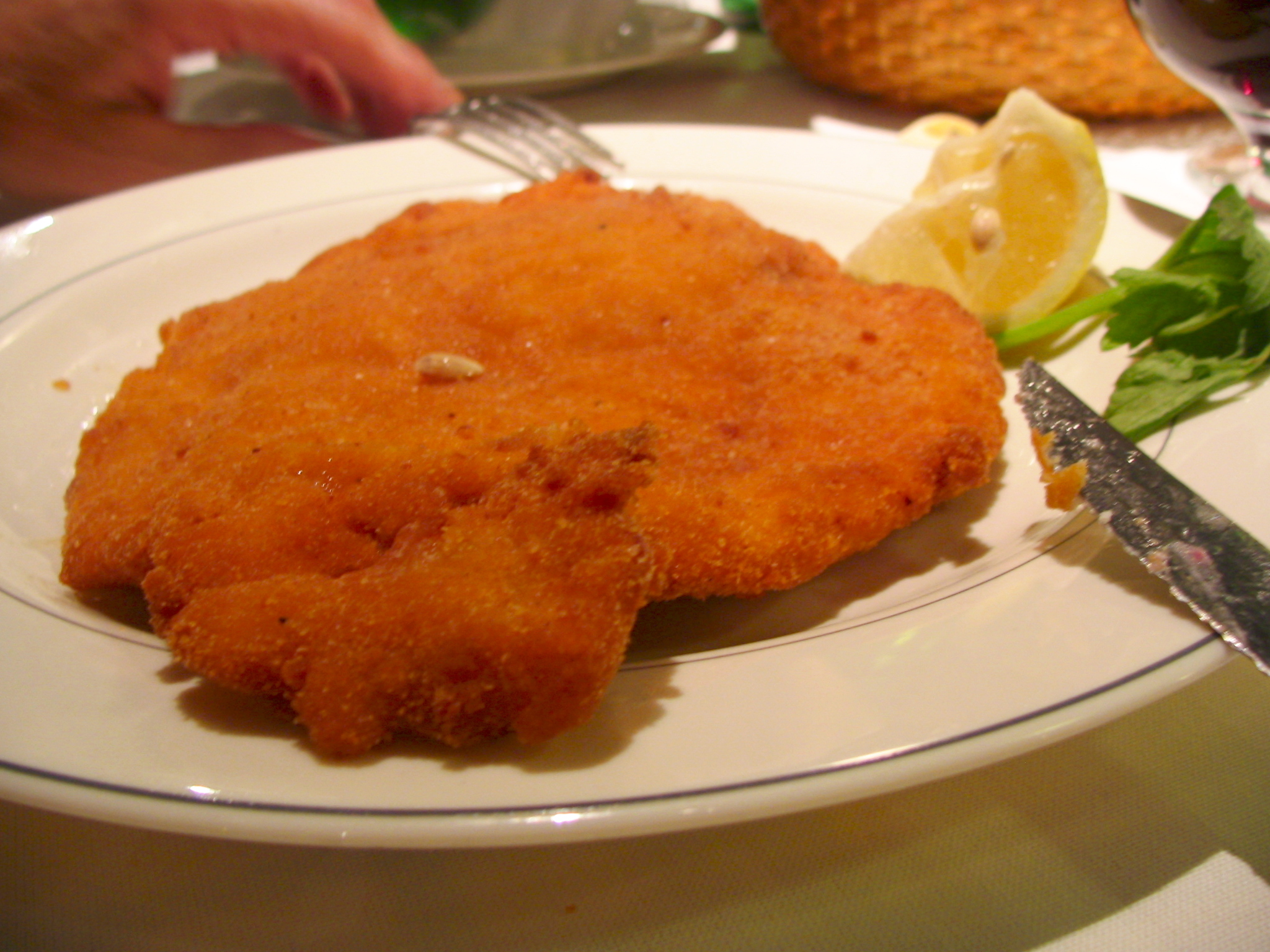
Відбивна по-міланськи
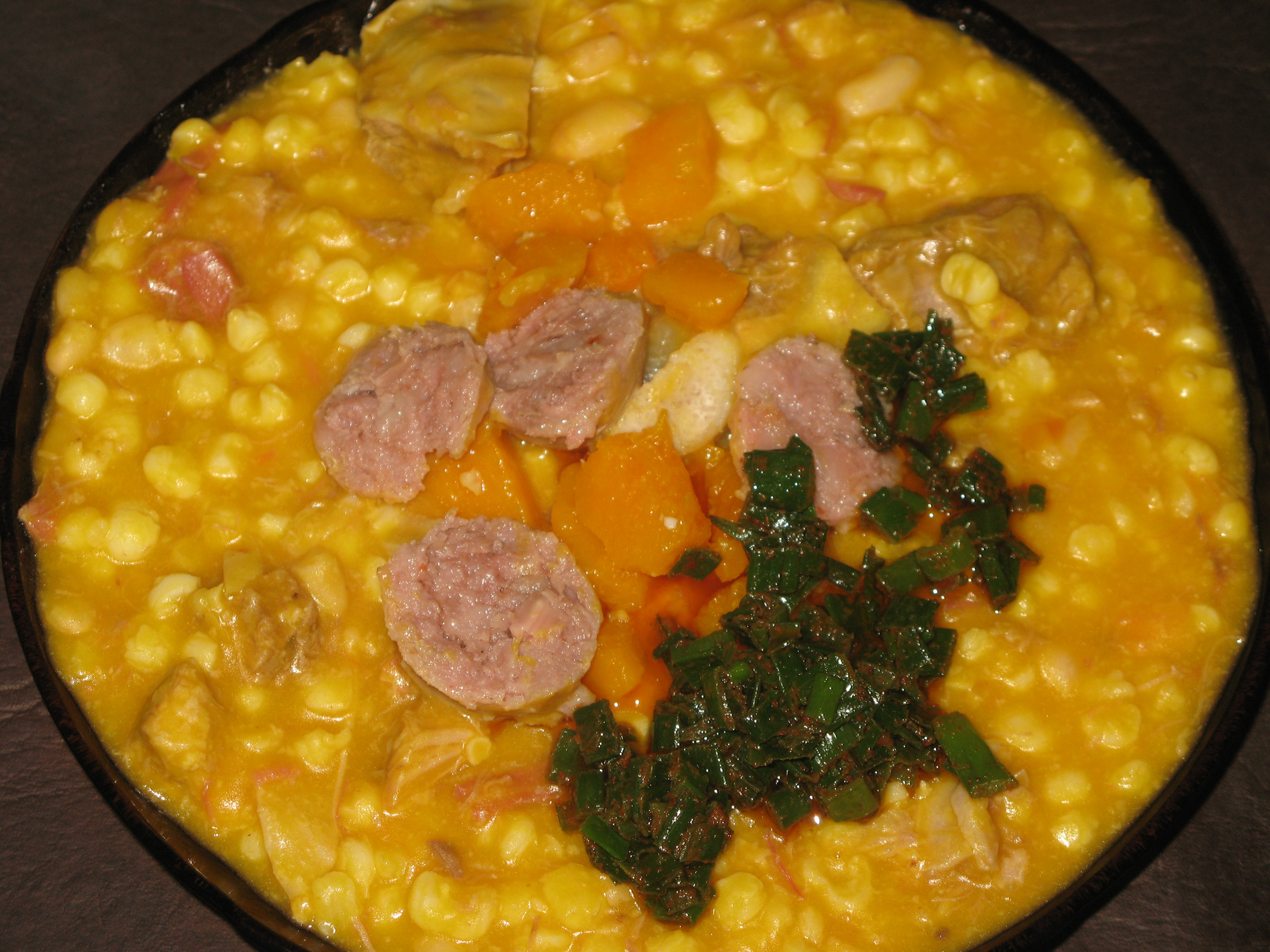
Локро — страва з маїсу, гарбуза, квасолі
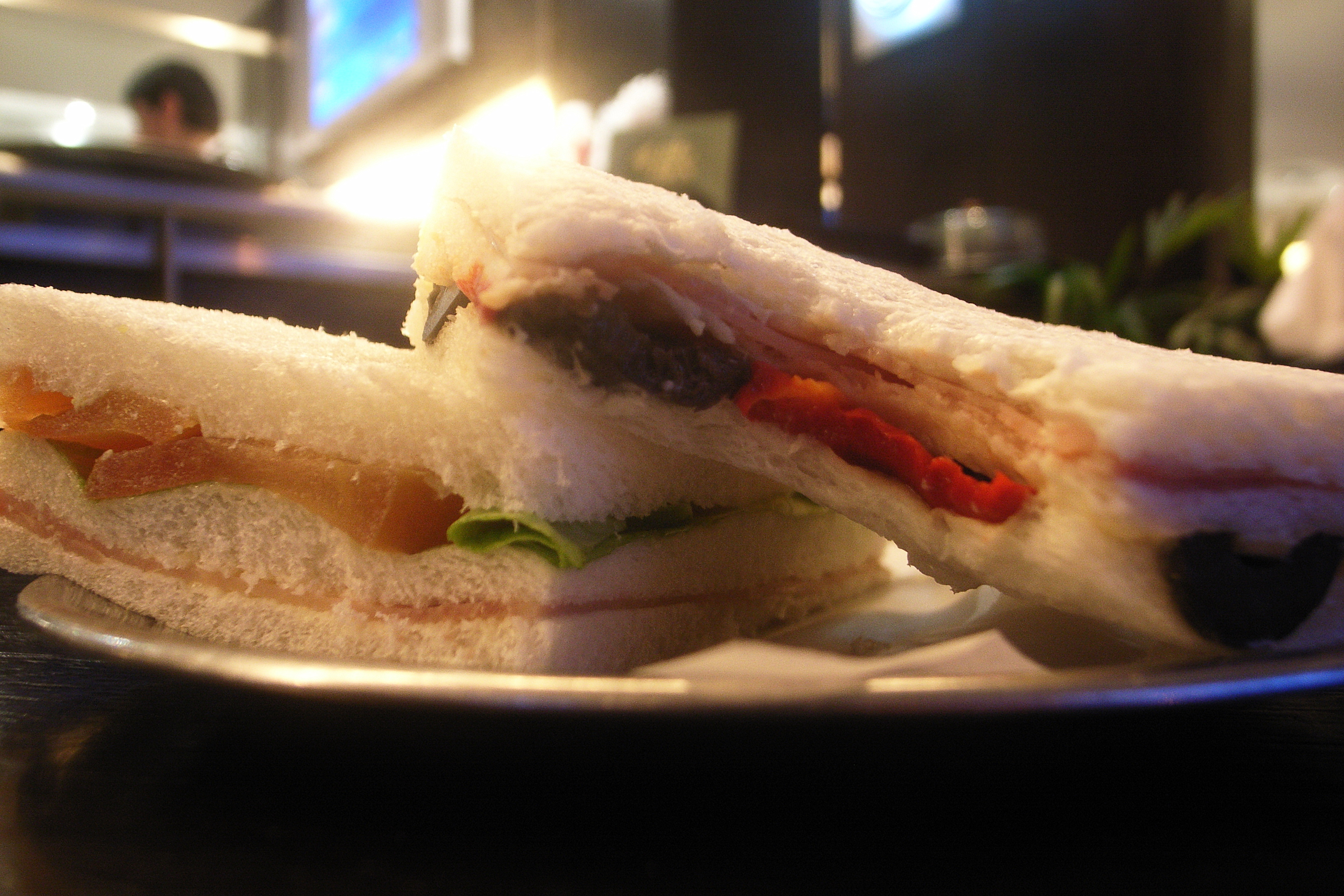
Сандвіч-де-міга — бутерброд з кількох шарів хлібу товщиною близько 3 мм, перемежованих овочами, салом, сиром, ковбасою тощо

## Алегоричний образ Аргентини
Аргентина не має національної персоніфікації на кшталт французької Маріанни, водночас існує декілька алегоричних зображень (скульптур, картин тощо), які уособлюють цю державу. Алегорією Аргентинської Республіки є жінка у туніці і фригійському ковпаку, яка використовується у багатьох пам'ятниках і меморіалах країни. Уособленням свободи Аргентини є Травнева піраміда — статуя жінки, схожої на Афіну, у фригійському ковпаку, зі списом в одній руці і щитом з аргентинським гербом у другій. Фігурою, що уособлює Батьківщину-Аргентину, часто називають жіночий бюст з медальйоном у вигляді герба Аргентини у Каса-Росада.

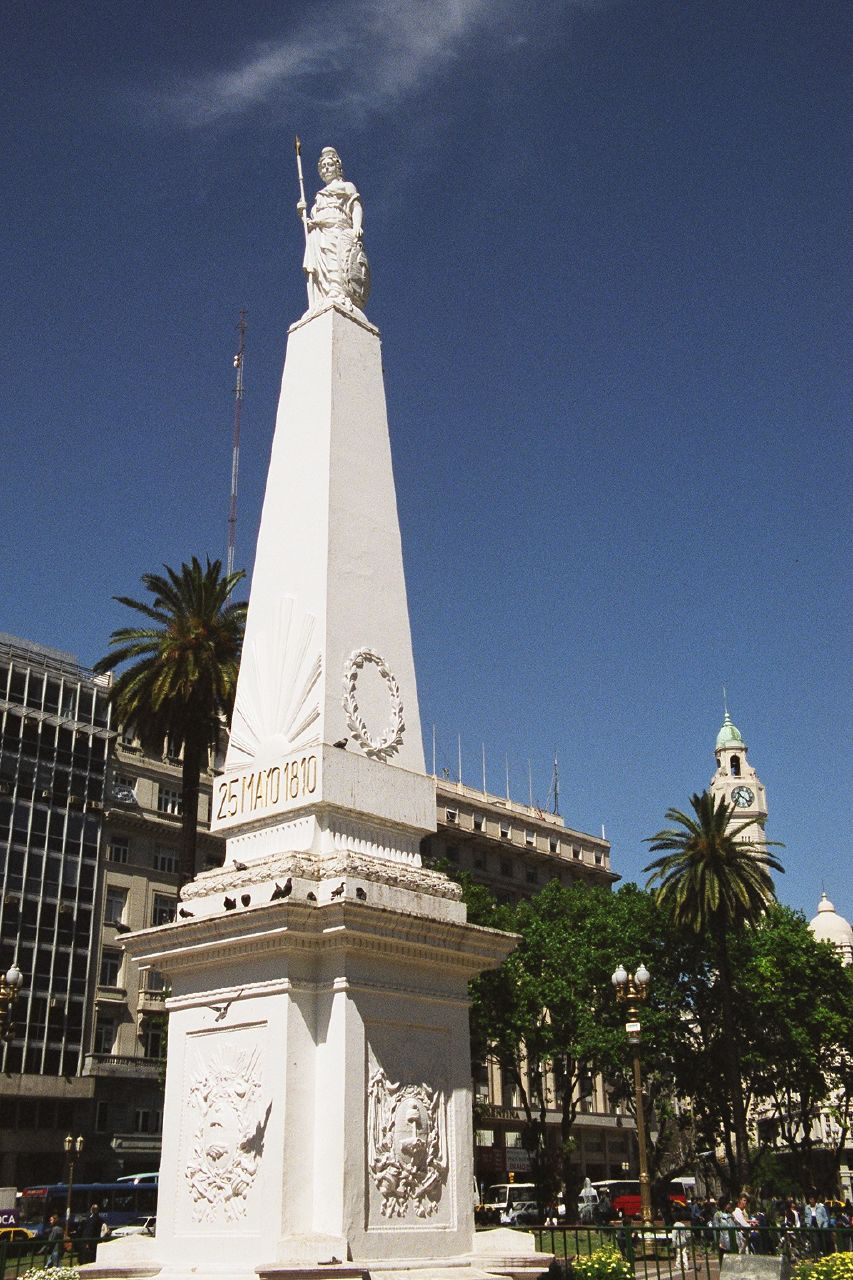
Травнева піраміда
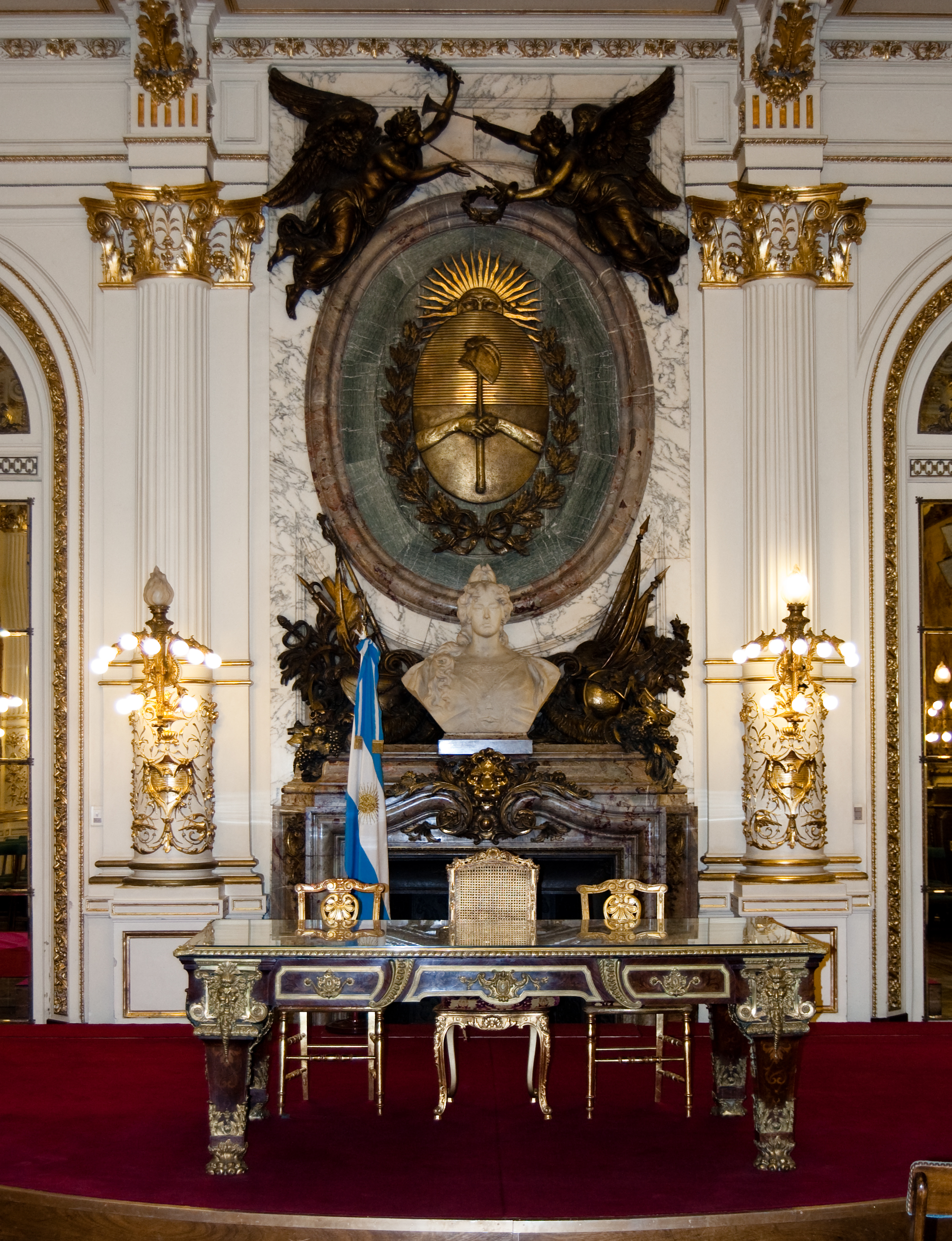
Бюст Батьківщини